# アトリエシリーズ (ザールブルグ)
アトリエシリーズは、錬金術を題材とするRPGのシリーズ。従来のファンタジーRPGで流行していた世界を救うといった大仰なテーマを避け、架空世界での日常生活に焦点をあてたことを特徴としている。サブタイトルに錬金術士と付くように、ストーリーの本流が錬金術士としての成長に置かれており、戦闘は脇に置かれている。発売元はガスト。本項目ではこのアトリエシリーズの中でも『ザールブルグの錬金術士』と題された初期作品および関連作について解説する。
第1作は『マリーのアトリエ 〜ザールブルグの錬金術士〜』。プレイヤーは錬金術を学ぶ魔術学校の落ちこぼれマリーとなり、卒業をめざして錬金術を究めていく。ゲーム中は、依頼に応じてアイテムを作成したり、アイテムの材料を採取するために護衛を雇い危険な地を探索したりする。卒業という大目標以外に、盗賊団の出現や、親友の病気といった難題への対処をせまられることもあるが、シナリオによる強制はほとんどなく、エンディングまでの過程はプレイヤーの自由に委ねられる。以後の作品も、ほぼ同様の自由度、システムを持つ。
アトリエシリーズの初期の主要作品
- 『マリーのアトリエ 〜ザールブルグの錬金術士〜』（初出：1997年、PlayStation）
- 『エリーのアトリエ 〜ザールブルグの錬金術士2〜』（初出：1999年、PlayStation）
- 『リリーのアトリエ 〜ザールブルグの錬金術士3〜』A3（初出：2001年、PlayStation 2）
- 『ユーディーのアトリエ 〜グラムナートの錬金術士〜』A4（初出：2002年、PlayStation 2）
『ユーディーのアトリエ』以後の主要作品については、ゲームシステムが大きく変更されているので項を改めることにする。

## システム
調合
用意した材料となるアイテムから、錬金術により新たなアイテムを作成する行動。調合にはレシピと器具が必要で、参考書で調べたりイベントで入手したりする。錬金術と呼んではいるが、薬品の調合や魔法の品物を創る以外に、爆弾の製造、食べ物の調理、日用品の製作といった行為も包括している。作成したアイテムは依頼に応じて引き渡して現金化したり、他のより高度なアイテムの材料にしたりできる。ほとんどのアイテムは、何らかの実用品としての効果も持っており、集めることでゲーム進行が有利になっていく。
調合の例（各作品により詳細は異なる）
- フラム = ロウ×0.3 + 燃える砂×2.0 （乳鉢を使用）
爆弾の一種。フラムを材料に、より高威力の爆弾を製造できる。
- 生きてるホウキ = 魔法の草×4.0 + 竹×2.0 + 祝福のワイン×1.0 + 生きてるナワ×1.0（乳鉢を使用）
部屋を奇麗に掃除してくれる（部屋が汚いと、調合の成功率が落ちる）。
- エリキシル剤 = ミスティカティ×1.5 + アルテナの傷薬×1.5 + ガッシュの木炭×4.3 + 中和剤（青）×2.5（遠心分離機／天秤を使用）
万能薬。

採取
錬金術の材料となる様々なアイテムを探しに行く行動。採取地は森や山、洞窟などで、季節や場所により採取できるアイテムが異なる。ほとんどの採取地に向かうには数日以上の旅が必要で、計画的に行動する必要がある。また、多くの場合に怪物や盗賊に襲われる危険があり護衛が必要である。
妖精さん
シリーズのマスコット的キャラクター。幼児のような容姿をしているが「妖精の森」に住んでいる種族で、調合や採取を代行させるために雇うことができる。また、行商や掃除の請負に来る妖精さんもいる。
依頼
資金を稼ぐために依頼を受けて仕事をこなす必要がある。依頼内容は、指定されたアイテムを調合、採取し期日までに納入することである。基本的には酒場の主人が提示する一覧から出来そうな依頼を選ぶが、飛び込みで依頼が来ることもある。納入品の品質や期間により評価され人気に影響する。人気が高いほど、より好条件の依頼を受注できる。
冒険者
採取地は危険であり、また、プレイヤーキャラである錬金術士は戦闘に向かない。酒場では、冒険者と呼ばれる人を護衛として雇うことができる（実際には、一般人や他の錬金術士も雇えるが、ここでは区別しないことにする）。冒険者は雇い続けると交友が深まり、雇用に必要な金を減らしてくれたり、個人的に依頼を頼んできたり、イベントが発生したりする。

## シリーズ一覧
アトリエシリーズにおいて、「ザールブルグシリーズ」として分類されるのは以下の3作品である。
- 主要作品
  - マリーのアトリエ 〜ザールブルグの錬金術士〜(PlayStation)
  - エリーのアトリエ 〜ザールブルグの錬金術士2〜(PlayStation)
  - リリーのアトリエ 〜ザールブルグの錬金術士3〜(PlayStation 2)
- スピンオフ作品
  - ヘルミーナとクルス 〜リリーのアトリエ もう一つの物語〜(PlayStation 2)
  - マリーのアトリエGB(ゲームボーイカラー)
  - エリーのアトリエGB(ゲームボーイカラー)
  - マリー&エリー 〜ふたりのアトリエ〜(ワンダースワンカラー)
  - マリー・エリー&アニスのアトリエ 〜そよ風からの伝言〜(ゲームボーイアドバンス)

「ザールブルグシリーズ」では、新作がリリースされるごとにグラフィック、イベントの強化やアイテム数の増加が図られていったほか、システム面では調合方法にバリエーションが設けられるなど、いわゆる「やりこみ要素」が強化されていった。こうして、作品を重ねるごとに深くプレイすることができるようになっていった反面、「やりこみ要素」の強化は、その複雑さゆえにシリーズ初心者が手を出しにくくなることにも繋がった。以降のシリーズではこの点を解消すべく様々な試みがなされている。
なお、『ヘルミーナとクルス』は『リリーのアトリエ』の外伝的位置づけの作品である。キャラクターとの対話イベントが中心のアドベンチャーゲームであり、シリーズの特徴的なシステムは持っていない。 
ザールブルグは、町を囲む外壁から街の中心に向かって何本かの大通りが伸びている。真南にある外門から一番大きい中央通り。その中央通りと平行するように、ごみごみとした裏道が伸びている。そこは鍛冶屋やパン屋など様々なお店が軒をつらねた職人通りであり、常に多くの人々でにぎわっている。

## マリーのアトリエ 〜ザールブルグの錬金術士〜
『マリーのアトリエ 〜ザールブルグの錬金術士〜』（マリーのアトリエ ザールブルグのれんきんじゅつし）は1997年5月23日に発売されたPlayStation用ソフトで、シリーズ第1作目にあたる。
2023年7月13日にはリメイク版『マリーのアトリエ Remake 〜ザールブルグの錬金術士〜』がコーエーテクモゲームスよりPlayStation 5/PlayStation 4/Nintendo Switch/Steam向けに発売された。

### 開発（マリー）
開発は1996年2月にスタートした。もともと開発チームはシミュレーションRPGの製作を考えていた。しかし1996年当時、RPGは既に大作シリーズ傾向化にあり、これらの作品との区別化が難しかったため、かねてからディレクターの吉池真一が温めていた「調合」を題材にしていくことになった。
キャラクターデザインは桜瀬琥姫。桜瀬になった理由は、ディレクターの吉池真一が殺伐としたものを苦手とし、逆に“ほわほわ”した世界が好きであるなか、桜瀬が作品をガストへ持ち込み、牧歌的な絵が多く、吉池の持つイメージに近かったためとされている。1996年11月頃、 桜瀬はお城を描く話になり世界観のモデルが中世のドイツと聞き、実際に自分の目で見るためにドイツ旅行に行って来ておりドイツ風の背景はエンディングなどにも活かされている。
マリーのアトリエは桜瀬琥姫の描き直しがほとんどなく、設定の方を変えたりとグラフィックを先行して制作された。キャラの魅力とシステムのおもしろさでブレイクに繋がった。
桜瀬琥姫は魔法使いの卵と聞き、「ちょっと能天気なタイプと、プライドは高いけどおちこぼれのタイプの2パターンを描いてみました。で、能天気な方が選ばれました」と述べている。細かい特徴の設定がなく自由に描けるキャラがあった。1人足りない時に桜瀬が作ったキャラはクライスだった。「自分なりの想像でキャラを描いていったのでクライスには思い入れがあるんですよ」と述べている。
吉池はマルチエンディングを導入した理由について、「『マリーのアトリエ』って、自分の中ではタイムアタックのゲームだったんですよ。[中略]決められた期間の中の活動で、どれだけいいエンディングに辿りつけたかを競うというスタイルを意識したからです。」とファミ通とのインタビューの中で話している。

#### セッティング（マリー）
本作の開発期間中に男性の間でも少女漫画が流行していたことに加え、プレイステーションの発売によって女性のゲーマーが増えたことから、本作の主人公は女性に設定された。1997年12月11日のセガサターン版の発売に向けてトレーディングカードやマウスパッドなど、関連キャラクターグッズが次々と発売された。また、本作は物を作ることによってプレイの幅を広げていくというゲームであり、主人公が「伝説の○○」などと選ばれた存在であると、力技で何とかしてしまいそうであるため、劣等生が主人公に選ばれた。
一方で、マリーとシアの関係は、『赤毛のアン』のアンとダイアナの関係がモデルとなっている。
なお、吉池が恋愛要素を入れないことを押し通したため、本作では『エリーのアトリエ』および『リリーのアトリエ』のような主人公絡みの恋愛要素はほとんどなく、恋愛イベントや恋愛EDは用意されていない。

#### 開発（リメイク）
2023年2月に配信された任天堂の新作情報番組『Nintendo Direct 2023.2.9』でリメイク版の存在が明らかにされた。当初は2023年夏の発売を予定しており、「アトリエ」シリーズ25周年記念番組・第4回でリメイク版での調整内容と共に発売日が公表され、同年7月15日に発売開始された。
『Remake』では当時の体験を大切にすると共に、新しいプレイヤーに向けた調整も行っている。「マリー」はチュートリアルなどがないため、新規のプレイヤーに向けた中間目標となる「イングリド先生の課題」や「実績」などが追加されている。
グラフィックが3Dのミニキャラクターへと変更された。発売時点の最新作のアトリエシリーズ（『ライザのアトリエ』など）では頭身の高い3Dモデルが採用されていたが、それでは「マリー」のシミュレーションRPGとは違った印象になる可能性があるとして、最新シリーズとの差別化の意味合いでミニキャラクターを採用している。
大幅なシナリオ追加はないものの、キャラクターごとの交流イベントは追加されている。イラストは当時の雰囲気を残しつつ現代風にリファインされている。ボイスは当時のものがそのまま使用されている。

### ストーリー（マリー）
マリーことマルローネはシグザール王国の都市「ザールブルグ」にある王立魔術学校（通称「アカデミー」）に通い、錬金術士を目指して勉強をしていた。
だが、世の中にある「元素」をこねくり回して新しい物を作り出す錬金術においては、器用さや忍耐強さが求められ、ガサツな上に細かい作業が苦手なマルローネは、学校での成績が振るわなかった。
彼女はその性格を治そうと試みた事はあっても中々改善せず、アカデミーを辞めてしまおうとさえ思いながらも錬金術自体は好きだった為、時だけが経っていた。
彼女の卒業が危ぶまれる中、アカデミーの先生・イングリドは「5年間錬金術の店を経営しながら勉強をし、何か一つ高レベルのアイテムを作成できれば、卒業を認める」という試練を彼女に課す。
こうして、マルローネは自分のために与えられたアトリエで店を経営することになった。

### 登場キャラクター（マリー）
なお、年齢は、から引用。

#### 主要キャラクター（マリー）
マリー / マルローネ（Marie / Marlone）
声 - 池澤春菜
本作の主人公である19歳の女性。身長158cm、体重49kg。シグザール王国の片田舎にあるグランビル村に住んでいたが単身王都ザールブルグにやってきた。ザールブルグにはシグザール王国にその名を轟かす王立魔術学校がある。底抜けにおおらかである一方、そそっかしさゆえにアカデミーでは劣等生として知られており、本人もがさつな性格は自覚している。また、爆弾を愛用しており数々の騒動を巻き起こしたためか、火の玉マリーや爆弾娘のあだ名で呼ばれる。錬金術に限らず魔術というものは繊細さ、きめ細かな神経、器用さ、忍耐力が必要となる。しかしマルローネは錬金術が必要とするものの正反対に位置していた。何度もアカデミーを辞めようと思ったが、錬金術が好きという思いが、4年もの間、彼女をアカデミーに通わせた。
修行の中で 錬金術士としての才能が開花していく。やがてその実力は師のイングリドや校長のドルニエすら超えるものとなり、さらなる高みを目指してアカデミーを離れ、旅立っていった。自身が主役の『マリーのアトリエ』のほか、続編となる『エリーのアトリエ』ではエリーの命の恩人であり、憧れの存在として登場。以降のシリーズにもゲストキャラクターとして登場し、人々から“錬金術士を自称する冒険好きな爆弾魔で騒動屋”と認識されている。
「ネルケと伝説の錬金術士たち」では、最初にパーティーメンバーに加入し、初代の池澤春菜が声優を担当。
シア・ドナースターク（Schia Donnerstage）
声 - 大沢つむぎ
19歳。ザールブルグでも5本の指に入るほどの資産家の令嬢で、マリーとは同郷の親友である。病弱で重い病気を抱えているが、マリーには秘密にしている。優しいが毒舌な面もある。
病気のせいで体が弱っているものの、隠れた戦闘能力があり、マリーの作った薬で体を治した後、ハタキを武器に圧倒的な力を見せつける。
クライス・キュール（Kreis Kuhl）
声 - 子安武人
17歳。アカデミーで最も優秀な生徒。嫌味な口ぶりで常にマリーと対立する反面、マリーの意外な才能に一目置いている面もあり、頼めば採取に同行してくれる場合もある。
ルーウェン・フィルニール（Ruven Filnir）
声 - 小杉十郎太
17歳。マリーが最初に出会う冒険者。故郷のヴァイツェン村をドムハイト兵に滅ぼされて以来、生き別れた両親を探して旅を続ける。交友値が高くなった状態で雇用パーティーから外すと、生き別れた両親の新たな手がかりを得てザールブルグを去っていくイベントが発生し、以降は雇用する事が不可能になる。ただし、リメイク版では特定の条件でこのイベントを回避する事が可能となっている。
ハレッシュ・スレイマン（Hallesch Sleiman）
声 - 小杉十郎太
23歳。元は王室騎士隊の隊員だったが、堅苦しい騎士隊勤めに嫌気がさし冒険者に転じた。槍の使い手。酒場の娘フレアに恋心を抱いている。
ミュー・セクスタンス（My Sextans）
声 - 大沢つむぎ
20歳。南方の国から来た女性冒険者。陽気な性格で、南方生まれのため寒さに弱く、マリーに何か暖かくなるアイテムはないかと依頼をしに来る。アカデミー卒業後のマリーがザールブルグを去った後、彼女もザールブルグから去る。
エンデルク・ヤード（Enderk Jad）
声 - 小杉十郎太
26歳。聖騎士隊隊長。いつも堅苦しく融通が利かないが、最強の騎士でもある。冒険者として雇用するためのハードルは高いが、それに見合うだけの実力を備えている。
キリー / キルエリッヒ・ファグナー（Kyrie / Kirielich Fagnah）
声 - 佐々木るん
23歳。魔界人と人間との間に生まれた魔力を持つ女性冒険者で、「紅薔薇のキリー」の異名を持つ。エアフォルクの塔に住む魔王を倒すことを目標にしている。実はそのエアフォルクにすむ魔王こそが彼女の父であり、父を倒した後はマリーに別れを告げ、ザールブルグから姿を消す。
クーゲル・リヒター（Kugel Richter）
声 - 立木文彦
45歳。王室騎士隊を引退した騎士で、冒険者に転じた。槍の使い手。実兄である酒場の親父・ディオとケンカ別れをしており、別姓を名乗っている。マリーの働きでディオと和解した後、冒険者も引退して酒場の仕事を手伝うようになる。
シュワルベ・ザッツ（Schwalbe Satz）
声 - 子安武人
22歳。盗賊団の首領。マイヤー洞窟という場所を根城にしていたが、マリーに敗れたのを機に冒険者に転じた。以降、パーティーメンバーとして雇用も可能になる。絶えず被っているターバンの下はエンディングの集合イラストで判明する。
ナタリエ・コーデリア（Natalie Kohdelia）
声 - 佐々木るん
16歳。「怪盗デア・ヒメル」を名乗る女怪盗。酒場に予告状を送り盗みを働こうとするが、マリーに捕まり改心して冒険者となる。以降、パーティーメンバーとして雇用も可能になる。
イングリド（Ingrid）
声 - 大沢つむぎ
アカデミーの教師。30歳。オッドアイ。海を越えた大陸、エル・バドールの出身でドルニエと共にやって来た。魔法の能力や錬金術の素養は非常に高く、学長のドルニエに匹敵する。怒らせると非常に怖いためマルローネには恐れられているが、普段は温厚で聡明。
後のシリーズでも度々登場し、前日譚にあたる「リリーのアトリエ」では10歳の頃の彼女が登場。
武器屋の親父（ハゲル・ボールドネス / ゲルハルト）
声 - 立木文彦
38歳。元冒険者である筋骨隆々の男。非常に陽気な人物で、音痴ながらも歌を趣味とする。昔はあったが今は頭髪がないため、それをひどく気にしている。この時点では吉池真一が押し通したため、初出であるマリーのアトリエでは名前の設定はされていなかったが、「イリスのアトリエ エターナルマナ」から「ハゲル」という名前のみ設定されることとなり、「イリスのアトリエ グランファンタズム」では「ハゲル・ボールドネス」というフルネームが設定された。ゲルハルトという偽名と合わせ、後のシリーズにも容姿・設定の似たキャラクターがたびたび登場している。
ディオ・シェンク（Dio Shenk）
声 - 立木文彦
46歳。酒場の親父。娘・フレアを溺愛しているため、フレアがお店になかなか現れない原因となっている。マリーに仕事を紹介してくれる。後に弟のクーゲルと和解した。
フレア・シェンク（Flea Schenk）
声 - 金月真美
20歳。酒場の娘。稀にディオの代理でカウンターに現れる。
アウラ・キュール（Aula Kuhl）
声 - 金月真美
24歳。アカデミー売店の女性店員で、アカデミー第1期卒業生であり、クライスの姉でもある。イヤミで鼻持ちならない弟に心を痛めている。マリーがザールブルグを去った後は結婚して退職している。
ブレドルフ・シグザール（Bredolf Schigsal）
声 - 子安武人
22歳。シグザール王国王子。お忍びで街に出るのが好きで、マリーと何度か鉢合わせになる事がある。
ヴィント・シグザール（Wind Schigsal）
声 - 村松康雄
58歳。シグザール王国・8代目国王。息子への譲位を考えているが、肝心のブレドルフ本人が王位継承者としての自覚に欠け、まだ子供気分でいる事に頭を悩ませている。
ドルニエ（Drnie）
声 - 村松康雄
60歳。アカデミーの学長。海を越えた大陸、エル・バドールの出身でイングリドと共にやって来た。オッドアイ。いつもは秘密の図書室で日々錬金術の研究に勤しんでいるため、新しい理論を求めて日々書斎にこもっている人物でもある。滅多に姿を見せず、入学式の時ぐらいに顔を見る程度である。マリーも顔をすっかり忘れていた。
ポックス、パテット、ピッケ（Pox、Patett、Pickue）
声 - 大沢つむぎ
「妖精の森」に住む妖精。ポックスは営業担当。パテットはポックスの親友で、食料や材料の行商担当。ピッケはパテットの弟で、掃除のサービス担当。それぞれ定期的に工房を訪れる。
妖精族長老
「妖精の森」に住む年老いた妖精。長老に話しかけると妖精さんの雇用ができるようになる。雇用は最大で7人まで可能。

#### ボスキャラクター（マリー）
普通のRPG同様、強大なボスキャラが出現するが、必ずしも倒さなくてもよく、それなりにストーリーは進んでいく。
シュワルベ・ザッツ
マイヤー洞窟を根城とする盗賊。倒せばその後ザールブルグに現れ、冒険者として雇用可能になる。
フラン・プファイル
ヴィラント山の山頂に出現する火竜。
ヴィルベル
ストルデル滝に出現する竜巻の精霊。
魔人ファーレン
エアフォルクの塔最上階に出現する魔人。この魔人を倒すことがキリーの望みである。

### 発売履歴（マリー）
| 発売日         | 作品名                                                            | 対応機種                                            | 備考 |
| -------------- | ----------------------------------------------------------------- | --------------------------------------------------- | --- |
| 1997年5月23日  | 『マリーのアトリエ 〜ザールブルグの錬金術士〜』                   | PlayStation                                         | |
| 1997年12月11日 |                                                                   | セガサターン                                        | エンディングなどを追加したVer. 1.3。本体の内蔵時計に対応しており、起動する日時によってマルローネの挨拶が変わる。                                |
| 1998年6月4日   | 『マリーのアトリエPlus 〜ザールブルグの錬金術士〜』（以下、Plus） | PlayStation                                         | セガサターンから逆移植。 |
| 2000年4月28日  | Plus                                                              | Windows 95/98                                       | 発売はイマジニア（後のロケットカンパニー）から。『エリーのアトリエ』Windows版と同時発売。独自機能としてネットワーク機能がある(サービス終了済)。 |
| 2001年11月15日 | 『マリー&エリーのアトリエ 〜ザールブルグの錬金術士1・2〜』        | ドリームキャスト                                    | 『エリーのアトリエ』とのカップリング。開発はクールキッズ。                                                                                      |
| 2005年10月27日 | 同上                                                              | PlayStation 2                                       | |
| 2007年12月26日 | Plus                                                              | PlayStation Portable PlayStation 3 PlayStation Vita | ゲームアーカイブス対応ソフトとしてPLAYSTATION Storeより配信。                                                                                   |

### 反響（マリー）
本作はガスト社内において二番手として位置づけられていたものの、女性からも人気を集め、後にシリーズ化された。
その一方で、一部のプレイヤーからは、失敗した際に材料がすべて台無しになるのが不満だという指摘が寄せられた。

## エリーのアトリエ 〜ザールブルグの錬金術士2〜
『エリーのアトリエ 〜ザールブルグの錬金術士2〜』（エリーのアトリエ ザールブルグのれんきんじゅつし2）は1998年12月17日に発売されたPlayStation用ソフト。アトリエシリーズでは初のコンビニエンスストア（デジキューブ提携）併売タイトルである。キャラクターデザインは山形伊佐衛門。

### 特徴（エリー）
前作『マリーのアトリエ』の調合システムを強化し、アイテム毎に品質・効力のパラメータを設け、作成できるアイテムの増強や街の外の行動範囲を広げ、妖精の育成および恋愛要素を盛り込むなど、様々な要素に追加をしている。
新たに追加された調合は「ブレンド調合」と「オリジナル調合」で、条件を満たすと使用できるようになる。
- 「ブレンド調合」ではアイテムの比率を調整することでレシピを書き換えることが可能。
- 「オリジナル調合」は材料と道具を指定して独自のアイテムを生み出すというもので全作品を通して最強の調合法。オリジナル調合でしか作れないアイテムも多いばかりか、調合素材と道具さえ知っていればレシピが入手可能な未開発のアイテムも作りだすことが出来る。

今作から「錬金術LV」「冒険者LV」が分けられるようになった。以降のシリーズ作品でもこの方式が採用されている。
毎年8月1日にアカデミーで試験が行われる（下記主なイベント欄を参照）。採取地の数は前作の倍近くに増えており、往復日数が20日を超える場所もある。殊にカスターニェはそこから更に複数の採取地を抱えており、到達は高位エンディングの必要最低条件。
エンディングパターンも前作の倍近くあり、隠しパラメーターとなるフラグが設定されているため一度や二度のプレイではそれらすべてを網羅することは事実上不可能。また、本筋にまったく関係のない調合アイテムが存在するためアイテム図鑑を埋めることも難しい。プレイ期間は基本が4年。留年による最大5年の延長と、マイスターランク進学による2年延長がある。前作から引き続き出演しているキャラが圧倒的多数を占め、特に前作の主人公マルローネに再会することがゲームの目的となっている。

### ストーリー（エリー）
『マリーのアトリエ』の後の話。ロブソン村で恐ろしい流行り病が発生し、村人が次々と倒れる事態が発生。
村の少女エルフィール・トラウム（エリー）もまた病にかかり、懸命の手当てもむなしく容体は悪化し一時は命も危ぶまれたが、旅の錬金術士のマルローネに命を救われる。エリーがお礼を言う前にマルローネは去って行った。
数年後、エリーは憧れのマルローネと同じ錬金術士になるため、そしてマルローネと再会するためにザールブルグを訪れ、アカデミーの入学試験を受ける事にした。
憧れだけでなれる程錬金術士の道は甘くなく、エリーは補欠合格で何とか入学する事が出来たものの学生寮に入れず、自力で生活することを余儀なくされる。
エリーはイングリドから「個人的に管理している空家（かつてマリーが使用していた工房跡）」を貸し与えられ、そこに工房を開き錬金術の仕事をしながら卒業を目指す。
依頼をこなし、町の人たちや学友たちとの交流を深め、外の世界を旅して採取や魔物との戦いを経験し錬金術の能力の伸ばし、アカデミーの卒業を目指す。

#### 主なイベント
日食（6月18日）
空が闇に包まれ、画面が暗くなる。
シアの結婚式（初年度6月）
前作の主人公マルローネの親友シアの結婚式。フローベル教会で行われる。
定期試験（8月1日）
調合試験1問、筆記試験5問、実技試験1問からなる。7月末に発表される試験範囲の中から出題される。試験の結果はアカデミーの掲示板に張り出される。採取地へ出かけるなどしてすっぽかすと、最下位の成績となる。最高の結果を修めれば主席のノルディスを蹴落として見事1位に輝くことも可能。調合では、材料と分量を正しく指定する必要がある。知識では素材・道具・名称が出題対象となっており、すべての問題に正解するにはかなりゲームに通じている必要がある。実技では適正な威力の爆弾を見極め、中身を傷つけることなく樽を破壊する必要がある。
夏祭り（8月15日）
見て回るだけなので、見物しても採取地へ出かけたり調合を続けたりしてすっぽかしても構わない。
武闘大会（12月27日 - 30日）
腕に覚えのある者が武術を披露する大会。普段は頼もしい味方となっている冒険者たちと真剣勝負することになる。

### 登場キャラクター（エリー）
護衛選択可能なキャラクタの紹介について、①恋愛対象、②強化後（レベル３５もしくは一部４０以上）、③友好的（友好度９０以上）、④通常時（その他）の４種類が用意されており、①②③④の優先度で表示される。

#### 主要キャラクター（エリー）
エリー / エルフィール・トラウム（Elfir Traum）
声 - 長沢美樹
本作の主人公。愛称はエリー。素直で前向きな性格で几帳面かつ頑張り屋だが、そそっかしい部分もありよく物を壊す。料理は得意だが掃除は苦手である。自分の事については嫌味や当てこすりを言われても、あまり気にしないなど、のんきかつおおらかだが、憧れの人であるマルローネのことを悪く言われてむきになるという面も持っている。甘い物には滅法目がなく、中でも大好物のチーズケーキにはこだわりを持つ。ワイン等を使いすぎて酔うと能力が低下する。条件を満たすと楽器を使って味方を支援する「えんそう」コマンドが使用可能となる。ひっさつコマンドは特定の装備以外は使えない。「トラウム」とは、ドイツ語で「夢」を意味する。。
マルローネ（Marlone）
声 - 氷上恭子
前作の主人公。ザールブルグのアカデミー卒業後、各地を放浪していた。現在はケントニスのアカデミーで錬金術の勉強をしている。25歳。エリーの命の恩人。今作では冒険者としての雇用も可能だが仲間にできるのは終盤。解雇するとケントニスに帰る。フラム系のアイテムを使わせると特殊台詞がある。
アイゼル・ワイマール（Eisel Weimar）
声 - 飯塚雅弓
アカデミーに属するエリーの同級生。15歳。中流貴族の令嬢であり、錬金術に関しても才能を発揮する優秀な才媛。いわゆる上流階級出身であるため、少々高飛車なところがあり、自分とは正反対の境遇である田舎者で劣等生のエリーに対しては特に嫌味な言動が目立つが、疲労のあまり倒れた彼女を気づかうなど、優しいところもある。ノルディスに恋心を抱いており、何かと行動を共にしようとする。そのため入学当初は、彼から特別気をかけられる存在としてエリーにライバル心を抱き、何かとちょっかいを出してくる。エリーの使う妖精さんたちを馬鹿にし、師のヘルミーナに倣いホムンクルスを使役するが、後にそれが騒動の原因となる。
ゲーム序盤から冒険者としての雇用が可能だが、ノルディスとは違い雇用費がかかり、初期状態のエリーよりも少し強い程度なので護衛には不向き。カスターニェへの同行は拒む。
初期交友値が極めて低く、またその上限が半分の50であるなど攻略が難しい。交友値が下がるイベントも群を抜いて多く、同じ内容のイベントであっても交友度が高いか低いかで結果が左右されることが多い。エンデルク以上に仲良くなるために複雑な手順を必要とするキャラクターであり、彼女と親友になるためには選択肢のほとんどを彼女優先にし、ノルディスとの恋愛を諦めなくてはならない。逆に関係を冷え切らせることでも固有のイベントが発生する。ヴィオラートのアトリエにも登場。
ノルディス・フーバー（Nordis Fuber）
声 - 関智一
アカデミーに首席で合格を果たしたエリーの同級生。成績は優秀だが、それを鼻にかけることもなく気さくで穏やかな少年。同じイングリドに師事する生徒として、工房暮らしのエリーに初めから興味を抱き、初対面では最も好意的に接してくれる。その際立った優秀さや人柄から街の人々からの評判も高い。ただし優等生であること自体にそれなりのプライドがあるらしく、コンテストの成績が一番でないと精神的に打撃を受けたり、全くの門外漢となる武闘大会での盛り上がりを嫌うなど、インテリらしい神経質な面もある。アイゼルから好意を寄せられている。エリーとの恋愛イベントがある。15歳。
冒険者としては最初から交友値が高く、雇用費がかからない。所持金の少ない序盤の強い味方となってくれる。カスターニェへの同行は拒む。
ダグラス・マクレイン（Dougllas Mcrain）
声 - 金丸淳一
聖騎士隊の隊員で王宮の門番を務めていることが多い。街にも王室広報を貼りに度々姿を見せる。剣と槍の使い手。礼節を重んじる騎士とは思えないほど、横柄な言動が目立つが、本人に悪気はない。ザールブルグへやってきた目的である火竜フラン・プファイルを討伐したエンデルクに憧れており、彼を上回る騎士になるのが夢。勝気で自信家だが、兄弟が多かったせいで目下の者に対しては面倒見がよく、子供達に好かれている。また裁縫や掃除がうまいなど意外な一面を持つ。どこか頼りないエリーに対しては親しみを抱いている分、遠慮がなく、工房へやってきては、勝手に調合材料を食べたり、依頼された品を飲んだりしてしまうなど、度々騒動を起こす。雪と氷の国カリエルからの移民で、地元にあたる東の台地の情報をくれる。エリーとの恋愛イベントがある。19歳。
冒険に憧れていて、ゲーム開始時から冒険者としての雇用が可能となる。雇用費はやや高めだが、その実力はハレッシュと並び、強敵の多い遠方の採取地では必須の存在となる。騎士という立場上か、たまにエリーへの攻撃を身を挺して庇ってくれるなど、防御面でも頼りになる。また武闘大会では準決勝の相手として立ちはだかることも。ゲーム中では常に準優勝止まりだが、恋愛イベントをこなすことで、彼に自信を与え、優勝へ導くことも可能。必殺技は敵に大ダメージを与えつつ麻痺させる「シュベートストライク」。
エンデルク・ヤード（Enderk Jad）
声 - 小杉十郎太
聖騎士隊隊長。いつも堅苦しく融通が利かない男だが、最強の騎士でもある。武闘会決勝で対戦すると勝敗を問わず、雇用可能になる。犯罪者更生に使うためにあるアイテムを求めて工房に現れるのだが、結果によっては騒動を巻き起こすことに。31歳。
雇用条件を満たすためには、武闘大会準決勝にてダグラスもしくはハレッシュを倒さなくてはならないため、仲間に出来るのは中盤から終盤以降となる。低い交友値と相まって高額な雇用費とそれにも勝る実力は健在だが、そこに至るまでには他の冒険者が育ちきってしまっている。ダグラス、ハレッシュ同様、戦闘中にエリーを庇うことがある。必殺技は「アインツェルカンプ」。
ロマージュ・ブレーマー（Romauge Bremer）
声 - 冨永みーな
酒場の踊り子で5の倍数の日にしか会えない。妖艶で華やかな外見ながら、短剣使いで冒険者としても腕が立ち、その剣はモンスターさえも魅了する。歌と踊り、酒と恋愛をこよなく愛する一方、子供好きで結婚生活に憧れてもいる。エリーの音楽の才能を発見する。23歳。
旅人としての広い見識を持ち、マルローネの行方に関してなど、上位のエンディングを目指すためのヒントを多数もたらしてくれるだけでなく、冒険者の中で唯一、個別のエンディングを迎えられるなど、重要なキャラクターでもある。冒険者としてはハレッシュやダグラスに劣るものの、時折、敵を魅了して行動不能にする能力を持つ。雇用費用が高い。
ミルカッセ・フローベル（Millcassee Frobel）
声 - 井上喜久子
フローベル教会のシスター。次作・リリーのアトリエに登場するクルトの娘。心優しく落ち着いた性格。平穏な毎日に満足しつつも、それ以外の世界を知らない自分をこのままでいいのかとも思っており、自ら悩みを抱えているため、そんな自分が人々の悩みに答えて良いものかと悩んでいる。「聖なる力」を持ち怪物の魔力と対抗できる。杖以外に剣も装備する事が可能。16歳。
一定の条件を満たすことで冒険者としての雇用が可能になる。ノルディスと同じく雇用費は無料。また特定のイベントの依頼は、事前に知っていないとこなすことが出来ない程難易度が高い。
ルイーゼ・ローレンシウム（Luise Lawrencium）
声 - 野上ゆかな
アカデミー売店の女性店員。天然ボケな面もあるが、おっとりとした美人でアカデミー生からの評判も良い。眼が悪くなってきたことを気にしており、眼鏡をかけてはどうかといわれるが、本人曰く「かけた姿をアウラに爆笑されたので、二度とかけないと決めた」との事。彼女にアイテムを売却した際にごく稀にレアアイテムのシグザール金貨が混じっていることがあり、隠しパラメーターの一つである“正直度”に関わるイベントとなっている。21歳。アカデミー時代はとろくさく、調合は壊滅的な腕前で二留しているとのこと。
イングリド（Ingrid）
声 - 大沢つむぎ
前作と同じくアカデミーの教官。エリーとノルディスの師。ドルニエ校長の一番弟子と言われており、彼女が執筆した書物がドルニエ校長の秘密の図書室に置かれている。毎年のコンテストでは出題を行い、調合・知識で好成績をあげていると最終試験科目である魔力テストでは破壊目標となる「たる」の中に大事な品を隠している場合（ランダム）、誤って破壊してしまうと怒られる。36歳。
ヘルミーナ（Hermina）
声 - 高橋美紀
修行の旅から帰ったというアカデミーの教官。毒薬やホムンクルスなどの怪しげな魔術研究を行っている。イングリドとは子供の頃からの因縁のライバルでそりが合わず、彼女がドルニエ校長の一番弟子ということが気に食わない。アイゼルはヘルミーナに師事する。見た目の印象は陰湿な悪人そのものだが、心優しく面倒見が良いところもある。しかし、ろくでもない研究と教育方針のせいで愛弟子のアイゼルは不平を漏らし、エリーがとばっちりを食らうことも。「エーデルトーン」という楽器の演奏を得意としている。次作『リリーのアトリエ』ではイングリド同様に10歳の彼女が登場し、その後のシリーズでも度々登場している。36歳。
ドルニエ（Dornier）
声 - 村松安雄
前作同様、アカデミーの校長。今作でも彼の秘密の図書室に訪れることができるが、前作でマリーが見つけてしまったため場所を移している。図書室の幽霊と噂されている。66歳。
武器屋の親父
声 - 立木文彦
前作より引き続き登場。日数経過でグラセン鉱石の買い取りをしてくれるようになる。また条件を満たすと、毎月3の倍数日に地下工房が出現する。地下工房では武器・防具の改造強化を行えるほか、彼が関わるイベントのフラグとなっている。極度の音痴が元で、のど自慢大会を追放されている。そのことで住民と口論となり、その後の展開によっては、エリーがのど自慢に出場するか、親父が悲惨な目に遭うかの選択となる。44歳。
ブレドルフ・シグザール（Bredolf Schigsal）
声 - 子安武人
シグザール王国王子。外出癖は未だ治らず、町で何度かエリーと顔をあわせるが泥棒と勘違いしてしまうこともある。彼とのフラグを立てていると、あるアイテムを調合しなくても国王謁見に必要な通行許可証が貰える。更に国王の悩みを解決することにより王位継承イベントが発生し、エリー専用の「陽と風の杖」が入手できる。28歳。
ハレッシュ・スレイマン（Hallesch Sleiman）
声 - 堀内賢雄
前作に引き続き冒険者として登場。元は騎士だったが、堅苦しい生活を嫌い、聖騎士になる前に退官した。29歳。酒場の娘フレア・シェンクに恋心を抱いており「酔っぱらいオヤジと何日続けて店に通えるか競っている」という体で飛翔亭に入り浸っている。優しくおおらかな性格だが、今作では恋心を募らせるあまり胡乱な行動に走る一場面も。
元騎士としての実力は確かで、初期に雇用可能な冒険者の中では特に戦闘能力が秀でている上、雇用費も比較的安く、序盤から終盤まで頼りになるキャラクター。ダグラス、エンデルク同様、エリーを時々庇ってくれる。武闘大会では準決勝の相手として登場する事がある。縦一列の敵に大ダメージを与える彼の必殺技は「面倒くさくて名前がない」。
シア・ドナースターク（Schia Donnerstag）
声 - 大沢つむぎ
ドナースターク家の令嬢で、マルローネの親友。本作中で結婚する。天然な毒舌は相変わらずである。実家のドナースターク家はクーゲルの扱う「裏」の依頼者のひとり。25歳。
ディオ・シェンク（Dio Schenk）
声 - 立木文彦
酒場の親父。娘・フレアを可愛がっている。今作では仕事の依頼を紹介するだけでなく、彼自身からの依頼が発生することもあり、前作で重要な役割を果たしたうわさ話の数も増えている。52歳。
クーゲル・シェンク（Kugel Schenk）
声 - 鈴木英一郎
元・冒険者。本作では引退し兄の酒場で働き、エリーに「裏」の仕事を紹介する。前作にてディオと仲直りを果たし、シェンク姓に戻っている。51歳。
フレア・シェンク（Flea Schenk）
声 - 金月真美
酒場の娘。親父が忙しい時には、親父に代わって接客にあたることもある。前作では稀にカウンターに現れていたが、今作ではカウンターに現れる頻度が多くなっており、毎月3の数字がつく日にカウンターに立っている。26歳。固有のイベントは少ないが、ハレッシュとの交友を深め、彼のイベントを追っていくことでエンディングにて彼女の動向が変化する。
クライス・キュール（Kreis Kuhl）
声 - 子安武人
マイスターランクに進学している優秀な学生。本作でもマルローネとは顔を突き合わせる度に激しい言い争いをしてしまうなど表面上は犬猿の仲に思えるが、その実、彼女のことを慕っている。マルローネに差をつけられた原因を求めて彼女の行方を追っていた。23歳。前作とは異なり、冒険者として雇用はできないが、マルローネの後を追おうと苦労している彼のイベントをいくつか見た上でマルローネとの交友を深めると、エリーをマルローネの友人と見込んで、ある依頼をしてくるサブイベントが発生する。
妖精族長老
妖精の森に住む助っ人ワーカー集団をまとめる長老。しかし最近ボケてきたのか、時折トンチンカンなことを言ったりする。
ユーリカ・イェーダ（Julika Jeder）
声 - 南央美
カスターニェの漁師の娘。初対面では辛辣なセリフを言われるだけでその時点では雇用は出来ない。何度か会話をすることで彼女の秘めた目的である、亡き父の悲願でもあった伝説の海賊が残した宝を探すことを明かしてくれる。彼女を後押しすることで共に「つぶて島」と呼ばれる島に赴き、石碑を発見するも、宝らしきものは見つからず、一度は落胆するが、以降は彼女の言葉を信じてくれたエリーに無償で協力してくれるようになる。ケントニスに渡航するには彼女を仲間にして船を貸して貰い、海竜「フラウシュトライト」を倒す必要がある。彼女専用のイベントで海賊の宝を探す事ができるが手間と時間がかかる。
いくつか条件を満たすことでしか冒険者としての雇用が可能とならないが、雇用費もかからない中では最も護衛向き。戦闘では必ず逃げられるという特性を持つが、解雇するとカスターニェに戻ってしまう。
オットー・ホルバイン（Otto Holbein）
声 - 岩田光央
カスターニェで雑貨屋を営んでいる。1のつく日は定休日。一度でも買い物をすると、食べ物を主体としたレシピが載った参考書をおまけしてくれる。宅配便も引き受けているので、カスターニェ地方で採取した材料をザールブルグの工房へ送ることができる。フラウシュトライトを倒すという野望を抱いている。
シュマック・ホルテン（Schmack Horten）
声 - 石川ひろあき
カスターニェで武器屋を開いている。ザールブルグの武器屋とは違った品揃えの店で、取引回数が増えると武器の種類も増えていく。ドムハイト王国出身。グラセン鉱石の武器防具を複数売ると一度挑戦してみるが、扱いが難しくて諦めるイベントがある。
ボルト・ルクス（Bord Lx）
声 - 堀内賢雄
カスターニェの元漁師。海で怪物に大怪我をさせられ、宿屋兼酒場のマスターをしている。
ミュー・セクスタンス（My Sextans）
声 - 大沢つむぎ
南方の国から来た女性冒険者。前作でマリーがアカデミーを卒業して旅立った後、町に面白いことがなくなったという理由でザールブルグを出た。彼女とは遠方のカスターニェで出会うことが出来るが、狙ってプレイしないと最初に会う事が難しい隠しキャラクター的な存在。一度会うと登場する確率が大きく上がる。彼女の必殺コマンドの「南国うに」は強力。
ルーウェン・フィルニール（Ruven Filnir）
声 - 真殿光昭
生き別れた両親を探して旅を続ける冒険者。カスターニェで姿を見かけることが出来る。レベルが低いうちは少し頼りないが、必殺技が強力になると頼もしい存在になる。エリーとの恋愛イベントがある。ミュー同様、前作にも登場した冒険者。
イクシー（Xe）
声 - 川上とも子
ケントニスにある売店の女性店員。沈着冷静ながら商品を買わないとイヤミを言う。目を開けたまま眠ることが得意だが、本人は眠っていないと言い張る。売っている品物は全て貴重な品ばかりだが、ここでしか入手できないという物はない。
ファウ（V）
声 - 冨永みーな
ケントニスにあるホテルの女性フロント員。何度も話しかけると、街の歴史を教えてくれる。宿泊者には親切だが、宿泊しないと悪口を言う。だが、その言動からは遠方からの来訪者を労る気持ちが窺い知れる。
妖精さん
声 - 大沢つむぎ
前作同様、行商や掃除に現れたり、雇われて採取や調合を手伝いをしてくれたりする。最低賃金最低クラスの黒妖精では採取しか出来ない。本作から採取や調合の経験値を積むことで、レベルアップしても賃金は雇用時のまま能力がレベルアップするようになった。ただし、最高の虹妖精にするには相当の時間と経験値と素材が必要となる。顔も声も同じな彼等の見分けをきちんと付けられるのは、三作通してエリーだけである。今作では調合しながらゴロゴロ転がったり踊ったりするため作業状況の確認が必要。

#### ボスキャラクター（エリー）
普通のRPG同様、強大なボスキャラが出現するが、倒さないと先に進めないボスキャラと、倒さなくてもかまわないボスキャラに分けられる。
ヴァンパイア（フォン・シュテルンビルト伯爵）
ヘウレンの森に棲む吸血鬼。元は貴族だったが、妻に先立たれ妻の墓を守るうちに吸血鬼と化した。出現はランダムで、一度倒すと再出現することはない。
フラウ・シュトライト
カスターニェ沖に住み着いた巨大海竜。その名は“喧嘩婦人”の意。パーティ全体に大ダメージを与える「大津波」の攻撃を持つ強敵である。船上での戦闘となるためカタパルトを利用した攻撃が基本となる。
ドッペルゲンガー
エアフォルクの塔最上階に出現する3体の妖怪。エリーと同じ姿をしており、物理攻撃・魔法攻撃・回復補助等3体それぞれ得意の技で攻撃してくる。ゲーム中最強クラスのボスであるため、相応の冒険者レベルに達していないと倒すのは厳しい。逃げることもできるが、倒すとシグザール金貨を入手できる。
うに魔人
特定の条件を満たした場合に登場する隠しボス。うにを粗末に扱う者に襲い掛かってくる。

### テーマソング（エリー）
挿入歌「まわれロンド」
作詞 - 松林香絵 / 作曲 - 山西利治 / 編曲 - 山西利治・Thousand sketcheS / 歌 - 長沢美樹
エンディングテーマ「明日になれば」
作詞 - 吉池真一 / 作曲 - 土屋暁 / 編曲 - 土屋暁・Thousand sketcheS / 歌 - 長沢美樹

### 発売履歴（エリー）
| 発売日         | 作品名                                                     | 対応機種                                            | 備考 |
| -------------- | ---------------------------------------------------------- | --------------------------------------------------- | --- |
| 1998年12月17日 | 『エリーのアトリエ 〜ザールブルグの錬金術士2〜』           | PlayStation                                         | |
| 1999年12月16日 |                                                            | PlayStation                                         | (The Best) |
| 2000年4月28日  |                                                            | Windows 95/98                                       | 発売はイマジニア（後のロケットカンパニー）から。『マリーのアトリエ』Windows版と同時発売。独自機能としてネットワーク機能がある(サービス終了済)。 |
| 2001年11月15日 | 『マリー&エリーのアトリエ 〜ザールブルグの錬金術士1・2〜』 | ドリームキャスト                                    | 『マリーのアトリエ』とのカップリング。開発はクールキッズ。                                                                                      |
| 2005年10月27日 | 同上                                                       | PlayStation 2                                       | |
| 2008年3月21日  |                                                            | PlayStation Portable PlayStation 3 PlayStation Vita | ゲームアーカイブス対応ソフトとしてPLAYSTATION Storeより配信。                                                                                   |

## リリーのアトリエ 〜ザールブルグの錬金術士3〜
『リリーのアトリエ 〜ザールブルグの錬金術士3〜』（リリーのアトリエ ザールブルグのれんきんじゅつし3）は2001年6月21日に発売されたPlayStation 2用ソフト。アトリエシリーズで初のEPSONのカラープリンター『カラリオシリーズ』対応ソフト。コンビニエンスストア（デジキューブ提携）限定プレミアムボックスも同時に発売されている。キャラクターデザインは山形伊佐衛門。
2002年4月4日には通信対戦機能やイベントを追加した『リリーのアトリエプラス 〜ザールブルグの錬金術士3〜』がPlayStation 2用ソフトで発売された。
2005年5月6日には、フィギュアが付属した『リリーのアトリエプラス〜リミテッドエディション〜』が発売された。なお、これは2005年10月27日の『アトリエ マリー＋エリー〜ザールブルグの錬金術士1・2』の発売に合わせて、数量限定で発売されている。

### 特徴（リリー）
前2作が「アカデミーから卒業する」というのが基本的な目的なのに対し、本作は時代を遡り「アカデミーを建設する」というのが目的となる。前2作では教師であった二人が主人公の生徒（兼手伝い）として登場する。年1回行われる王室主催の展覧会・特選会に入賞することで王国から資金の融資を受けることができるが、融資を受けずに自力で資金を貯めて建設することも可能である。
『エリーのアトリエ』から引き続き「ブレンド調合」が登場する他、新たに「ラフ調合」が追加された。
- 「ブレンド調合」はアイテム比率を調整することで作成アイテムの品質や効力を変化させることが可能。展覧会で入賞するにはブレンド調合で高い品質のアイテムを作ることが不可欠。
- 「ラフ調合」は既存レシピの一部（もしくは全部）を別のアイテムで置き換える調合法。使用するアイテムによって完成後のアイテムの効果が変化したり、全く別のアイテムが出来上がることもある。ラフ調合を用いなければ作成できないアイテムも存在する。

本作品ではゲームとしてのエンディングの他、男性キャラクターとリリーとの「恋愛エンディング」が特徴となっている。

### ストーリー（リリー）
『マリーのアトリエ』の20年ほど前のお話。錬金術を広めるため、ケントニスから海を渡りザールブルグへやってきたリリー一行。錬金術に懐疑的な国王に錬金術を認めさせるため、王室主催の展覧会に参加しながら資金を稼ぎアカデミーの建設を目指す。

### 登場キャラクター（リリー）

#### 主要キャラクター（リリー）
リリー (Lilie)
声 - 那須めぐみ
身長159cm、体重50kg。2月14日生まれ（水瓶座）17歳。
本作の主人公。ケントニスでの錬金術ブームで、その魅力に取りつかれた少女。若かりし頃のドルニエの弟子でイングリド、ヘルミーナの親代わりを務めていた。独学で錬金術を学ぶ。ケントニスの出身だが、ドルニエらとは異なりオッドアイではない。ケントニス・アカデミーは彼女の努力・才能を認め、東の王国へと行くよう勅命を出す。ただし、弟子であるイングリドやヘルミーナの方が錬金術の知識は豊富。「ペンデル」というクッキーが大好物。あまり裕福な家ではなかったため、せめて名前だけは女の子らしくと、父親により「百合（リリー）」と名付けられた。性格は明るく子供の面倒をみるのも上手だが、理性的で大人の落ち着きを備えている。また、街で評判になるほどの美人。しかし酒癖が悪く、深酒が過ぎると絡んで暴れる事がある。ザールブルグに錬金術アカデミーを創設するため資金繰りに奔走する。後に苦労のかいあってアカデミーを建設するが、錬金術を自分の意思で一から学びたい為に旅に出る。
リリーのその後については、本編後に消息不明となったことでヘルミーナがその行方を捜している（『ユーディーのアトリエ』より）。GBA版『マリー、エリー&アニスのアトリエ 〜そよ風からの伝言〜』のエンディングにて、三人目の主人公・アニスの通っていた学校の校長をしており、マリーとエリーの執筆した本を高く評価して教師として招聘するという形で特徴的な後姿が登場する。
ドルニエ (Dornie)
声 - 菅原正志
身長169cm、体重57kg。生年月日不明（星座不明）40歳。
ケントニス・アカデミーの中心部、元老院の一人で後のアカデミー校長。左右の瞳の色が異なる民族の住むエル・バドール大陸の出身。リリー、イングリド、ヘルミーナの3人を連れてシグザール王国へとやってきた。目的は錬金術の普及とアカデミーの創設。諸方面との折衝のため多忙で、工房の手伝いは不可能。常に顎に手を当てて何かを考えており、彼の最終的な決断によりゲームの進行およびエンディングが分岐する。ヘルミーナ、イングリドのいずれか選ばなかった方の面倒をみていることになっているが、実際には二人ともリリーが面倒をみている。リリーの実力が上がれば二つの調合法を伝授してくれ、高度な参考書も見せてくれる。
イングリド (Ingrid)
声 - 白石妙子
身長138cm、体重33kg。10月26日生まれ（蠍座）10歳。
幼少時のイングリド。8歳からアカデミーに所属しており、錬金術の知識、技術においてかなり高いレベルの素質を持ち、「神童」と呼ばれていた。同じくエル・バドール大陸出身。性格は勝ち気で活発。細かい作業が苦手で、よくヘルミーナにからかわれている。将来、アカデミーの先生になるがとんでもなく出来の悪い生徒をみることになると、イルマに占われた。両親のいないイングリドはリリーが母親代わりで、まだまだ甘えたい年頃。イベント後、冒険者として雇用も可能。また、ヘルミーナといずれか選んだ方が弟子として調合の手伝いをしてくれる。
ヘルミーナ (Hermina)
声 - 釘宮理恵
身長140cm、体重34kg。1月14日生まれ（山羊座）10歳。
幼少時のヘルミーナ。イングリドと同様、8歳からアカデミーに所属しており、彼女も「神童」と呼ばれている。同じくエル・バドール大陸出身。やや身体が弱く、性格は大人しめだが、イングリドとの口喧嘩の時はいつも一枚上手を行く。彼女も両親を亡くし、リリーが母親代わり。将来、性格を変えてしまうようなことが起きるとイルマに占われた。普段あまり笑顔を見せない彼女も、リリーの前では素直になれる。後のヘルミーナとは違い穏やかだが、危険な薬品の調合に長けるのと、面倒見が良いところはこの頃から健在。イベント後、冒険者として雇用も可能。後述の「ヘルミーナとクルス」でも登場し、クルスの母親的存在として面倒を見る事になる。
ゲルハルト (Gerhard)
声 - 置鮎龍太郎
身長170cm、体重70kg。8月30日生まれ（乙女座）18歳。
冒険者だが、武器屋を持つことを夢見ている。名前は偽名で、本名ではない。自身の黒髪を自慢おり、趣味は歌を歌うことだが、とんでもない音痴と街の評判。使用武器は長槍。恋愛対象キャラ。劇中中盤にてレオから店を受け継ぎ、念願の武器屋となった。また、前2作の「武器屋の親父」はGBAソフト『アニスのアトリエ』の攻略本にてゲルハルトと断定されている。
イルマ・ヴァルター (Irma Walder)
声 - 中原麻衣
身長160cm、体重49kg。12月6日生まれ（射手座）17歳。
南方から旅をしてきたキャラバンの一人。珍しい物品を販売する他、祖母仕込みのカードを使った占いを得意として的中率は100%を誇る。ザールブルグに来て間もないリリーとは、同い年ということもありすぐにうち解けて仲良くなる。リリー曰く、「随分とセクシーな服装をしている」らしい。使用武器は曲刀。雇用費が安く、腕前もそれなりに備わっているため他のキャラが雇用可能になるまでは重宝するが、好感度が高いと発生するイベントにより一時期雇用不可能となってしまう。
イルマのバア様
声 - 荘司美代子
占いと呪いを解くのを仕事にしている。いつも広場で座っているだけだが、重要なイベントに対処するときに鍵になる人物でもある。
ハインツ・マドック (Heinz Maddok)
声 - 大塚明夫
身長180cm、体重70kg。2月19日生まれ（魚座）47歳。
酒場「金の麦亭」の主人。仕事を紹介する。陽気で人好きのする性格であり人望も厚い。楽器演奏もでき、大の甘い物好き。リリーの評判が高くなると自分の店からの依頼に物足りなくなって工房に直接依頼を持ち込むようになる。
シスカ・ヴィラ (Ziska Villa)
声 - 夏樹リオ
身長168cm、体重54kg。8月21日生まれ（獅子座）20歳。
女性冒険者。王室騎士隊入隊の夢に挑戦し続けている。冒険者のみならず、リリーにおしゃれや身だしなみについてアドバイスする女性としての一面もある。かなりの酒豪。得意とするのは長槍。
クルト・フローベル (Kurt Frobel)
声 - 増岡太郎
身長174cm、体重60kg。5月2日生まれ（牡牛座）24歳。
フローベル教会の神父。女神アルテナの敬虔な信徒のため、錬金術に関しては「神が定めた形を不自然に歪める技術」と否定的。だがそれを除けばリリーに対しても親切で採取作業にも付き合ってくれる。既婚者であるためリリーとの恋愛イベントがないものの、ヘルミーナとイングリドにとっては初恋の男性。「エリー」に出たミルカッセの父。娘と同様に慈善事業として雇用費はタダ。使用武器は杖。
ヨーゼフ・カロッサ (Josef Carossa)
声 - 大川透
身長167cm、体重55kg。3月28日生まれ（牡羊座）47歳。
雑貨屋の主人。ゲーム開始時に彼から「ペンダント」を受け取るか否かで、エンディングが大きく分岐する。受け取ることで恋愛系のエンディングが追加されるが、条件を満たさなければ通常エンドとなる。大の愛妻家で彼の欲しがる「ある物」を用意すると店の全商品を半額にしてくれる。
テオ・モーンマイヤー (Theo Mohnmeier)
声 - 下野紘
身長165cm、体重52kg。3月19日生まれ（魚座）16歳。
小さな農村の出身。ケシの実やケシパンを売って生活する農家の地味な生活に嫌気が差してザールブルグの酒場にたむろするようになった。冒険者としての素質は十分だが、まだまだ実践不足で、駆け出しの半人前。同じ駆け出しということで、リリーと仲良くなる。性格は活発だがおっちょこちょいで気が短い。恋愛対象キャラ。
ヴェルナー・グレーテンタール (Werner Gretenthal)
声 - 神奈延年
身長170cm、体重60kg。1月4日生まれ（山羊座）22歳。
ヨーゼフ雑貨の2階に本人は掘り出し物と呼ぶガラクタを売る雑貨店を構える。カリンとは旧友。性格は気まぐれでへそ曲がり。些細な事で気を悪くしたりする。元が器用なので楽器作りや武器作りなど色々なことに手を出してみたが、興を失うとやめてしまい、今はなんとなく雑貨屋をやっている。また店も父の遺産の雑貨屋を半ば道楽で行っているもので、彼の気分次第で突然休みになったりする。好物はラム・レーズン。イベントが進むと冒険者として雇用できるようになる。ナイフを得意とし、敵のHPがわかる。恋愛対象キャラ。一度も雇用しなくても好感度は最大まで上がる。女性にモテる。
エルザ・ヘッセン (Elsa Hessen)
声 - 笠原留美
身長157cm、体重44kg。9月19日生まれ（乙女座）18歳。
貴族マクスハイム家の5女でヘートヴィッヒの妹。街中ではパン屋で働いていると身分を隠しており、ある重大な事件に関わっている。街に出てきては各所を見て回ったり孤児院の子供達の面倒を見たりしている。性格は好奇心旺盛で快活。イベントを経て、冒険者として雇用できる。使用武器はナイフで、戦闘での離脱が100%成功する。
ウルリッヒ・モルゲン (Ulrich Morgen)
声 - 速水奨
身長176cm、体重69kg。9月21日生まれ（乙女座）24歳。
王室騎士隊副隊長。街の女性達の憧れになるほどの美形だが堅物。最強の騎士であり年末の武闘大会は彼の独壇場。しかしながら、自身の不注意により隊長を死なせてしまった過去を後悔し続けており、いつも暗い表情をしている。リリーと出会い、次第に心を開くようになる。冒険者として雇用するには武闘大会で良い成績を修めなければならない。対ボス戦では最も頼りになる男。カリンの父に愛用の剣を打って貰ったことがあり、カリンのイベントにも登場する。恋愛対象キャラ。
カリン・ファブリック (Karin Fabrik)
声 - 村井かずさ
身長165cm、体重51kg。6月30日生まれ（蟹座）19歳。
製鉄工房の跡取り娘。昔から製鉄工房のなかで生活してきたので、威勢の良い性格になった。よく男と間違えられる。雑貨屋のヴェルナーの幼馴染。王宮に自分の武具を献上したことのある父を尊敬し、目標にして日々努力している。アルコール類が苦手。使用武器は洋刀。必殺技では、通常のうになどを投げるが、一定確率でテオやヴェルナーを敵に向かって投げつけることがある。
アイオロス (Eioross)
声 - 室園丈裕
身長171cm、体重58kg。4月15日生まれ（牡羊座）25歳。
前2作では高名な画家として名を馳せるものの姿を現すことはなかった。本作では、貧乏な暮らしをしながらも好きな絵に打ち込む若き日の姿を映し出している。親しくなると依頼人として店を訪れるようになる。
ヴィント・シグザール国王 (Wind Schigsal)
声 - 品川徹
身長168cm、体重55kg。5月23日生まれ（双子座）38歳。
シグザール国の国王。当初は錬金術に疑問を抱いていたが、自催の展覧会で錬金術の可能性を目の当たりにし、錬金術を産業振興に使えないかと考えるようになる。マリー以降に登場するブレドルフ王子は生まれたばかりで溺愛しているという。
カスパール・ザイン (Kaspar Sein)
声 - 岡田貴之
身長168cm、体重80kg。11月17日生まれ（蠍座）44歳。
商売で財を成した富豪。珍しいものに目がなく、リリーに珍品入手を依頼する好事家。
ヘートヴィッヒ・マクスハイム (Hedwig Maxheim)
声 - 岡村明美
身長159cm、体重48kg。10月17日生まれ（天秤座）25歳。
貴族マクスハイム家の4女。不自由の無い毎日を退屈に感じ、リリーに珍品入手を依頼する。ゲマイナーと将来を誓い合った過去を持つ。
ゲマイナー (Gemeiner)
声 - 竹村拓
身長172cm、体重61kg。誕生日不明（星座不明）30歳。
タチの悪い詐欺師。貧しい身ながら、大貴族の令嬢ヘートヴィッヒと恋仲になり、彼女に釣り合った身分になるべく官僚試験を受けていたが挫折、彼女の前から姿を消した。数年後、錬金術士を騙り錬金術を貶めようと画策する。リリーを騙して大金をせしめるが、幼馴染のヘートヴィッヒに諭され改心した。
登場後は達成不能なレベルの調合依頼を持ち込む。断ることも出来るが、その場合は人気が下がり続ける。
レオ・ブランデン（leo-Branden）
声 - 伊井篤史
武器屋の店主。すでに老境に入っているせいですっかり元気をなくしている。引退を考えていたものの跡を継ぐ者がなく悩んでいた。店の常連客だったある人物が名乗りを上げたことで晴れて引退し、生まれ故郷のグランビル村に隠棲した。ウォルフ討伐の折にグランビル村を訪れたリリーと再会を果たす。
ベルゼン侯
東の台地にある城の領主。若い頃には槍術を嗜んでおり、シスカの腕を見抜く。跡を継ぐものもなく、やがて誰も住まない荒城になるだろうと行く末を案じている。数年後のマリーの世界では、廃城となっている。

#### ボスキャラクター（リリー）
普通のRPG同様、強大なボスキャラが出現し、倒さないとストーリーが先に進まない。
ウォルフの王（ウォルフ・ケーニッヒ）
グランビル村近くの泉に出没する巨大狼。素早い動きで噛み付いてくる他、遠吠えで手下の狼を呼び寄せる事も。倒すと、HP回復力のあるグランビル湧水を入手可能になる。
タイタスビースト
ヴィラント山山頂に出現する毛むくじゃらの巨大動物。王室からは多額の懸賞金をかけられていた。ゲマイナーの嫌がらせを終わらせるためには倒す必要がある。
ビヒモス
エアフォルクの塔最上階に出現する牛頭人身の悪魔。手にした槍でついてくるほか、地震を起こしてパーティ全員に攻撃を仕掛けてくる。参考書「レーベの手記」を入手するためには、必ず倒さなければならない。
巨大ぷに
ザールブルグ市ほどの大きさのぷに。放っておいても害はないが、ヘーベル湖方面に採集に行けなくなる。尋常ではない体力を持つ。倒すとヴィント国王から「ぷにぷにスレイヤー」の称号が授けられ、街中で「ぷにぷにスレイヤー」のリリーと呼ばれるようになる。
黒の乗り手
シグザール王国の建国史に名を残す英雄「始まりの騎士」の成れの果て。どこにでも何度でも出現するので、倒すまで落ち着いて採取活動が出来なくなる。最初に遭遇した時はリリー達が必ず倒されてしまい、強制的にザールブルグに戻されてしまう。敵エンカウントの発生しないポイントで遭遇するとゲームが止まるバグを起こす事がある。

### テーマソング（リリー）
挿入歌「未来を信じて」
作詞 - 松林香絵 / 作曲 - 小林美代子 / 歌 - 那須めぐみ
エンディングテーマ「あしあと」
作詞 - 吉池真一 / 作曲 - 土屋暁 / 歌 - 堀江真美

## ヘルミーナとクルス 〜リリーのアトリエ もう一つの物語〜
『ヘルミーナとクルス 〜リリーのアトリエ もう一つの物語〜』（ヘルミーナとクルス リリーのアトリエ もうひとつのものがたり）は2001年12月20日に発売されたPlayStation 2用ソフト。キャラクターとの対話を主とするアドベンチャーゲームであり、シリーズで唯一ロールプレイングゲームではないタイトルである。したがって、シリーズ共通の特徴である採集、調合、冒険の行動を含まない。

### ストーリー（ヘルミーナとクルス）
ヘルミーナは人工生命体のホムンクルスとして主人公クルスを作り出した。しかし生まれたばかりのクルスは言葉や感情がなかった。クルスはザールブルグの街を歩き回って住人と会話をし、「言葉」を集めていく。そうして獲得したボキャブラリを使い、ヘルミーナと仲良くなってゆく。やがてヘルミーナの中にも何か重大な感情が芽生えてゆくのであった。

### 登場キャラクター（ヘルミーナとクルス）

#### 主要キャラクター（ヘルミーナとクルス）
クルス
声 - 高城元気
本作の主人公。ヘルミーナが初めて創り出した生命体でホムンクルス。リリーが雇っていた妖精さんを真似て創った為、見た目は妖精さんに似ている。感情表現や言葉数は少ないが、ヘルミーナや町の人達と関わる事で、言葉を覚えていく。しかし、ホムンクルス故にその命は薄命で19日分の寿命しかない。
ヘルミーナ
声 - 釘宮理恵
「リリーのアトリエ」に登場した少女であった頃のヘルミーナ。人工生命体のホムンクルスを創り出した少女で、彼の母親的存在。その生命体に「クルス」と名付けた。幼いながらもこの頃から面倒見のいい一面は健在。やがて訪れるクルスの寿命を知り、彼を助けようと奮起する。

### テーマソング（ヘルミーナとクルス）
オープニングテーマ「もう一つの物語」
作詞 - 増田一繁 / 作曲・編曲 - 小林美代子 / 歌 - 東野祐美

## マリーのアトリエGB / エリーのアトリエGB
『マリーのアトリエGB』ならびに『エリーのアトリエGB』は2000年1月8日に発売されたゲームボーイ、ゲームボーイカラー両対応のソフト。販売はイマジニア。主人公のフィギュアが付属した限定デラックスパッケージも販売された。『マリーのアトリエGB』と『エリーのアトリエGB』は、主人公や一部の登場キャラの名前は異なるものの、ストーリーやシステムはほぼ同一である。新システムの「エージング調合」が導入され、手に入れたおまけ画像やアイテムは通信によって両ソフト間の交換が可能であるが、一部のアイテムを通信もしくはパスワードによって入手しなければアイテム図鑑はコンプリートしない。
なお、本作品はPlayStation版からの移植ではなく、ストーリー、システム共にアレンジされた別視点のオリジナル作品である。また、越智善彦による漫画作品「マリーとエリーのアトリエ ザールブルグの錬金術士」（掲載誌：ファミ通ブロス）は本作品をベースにしている。

### ストーリー（GB）
無事にアカデミーを卒業し、錬金術のお店を開いたマリー（エリー）のところに妖精族の長老が現れる。というのも、見習いの妖精を錬金術士にして欲しいというのだ。果たしてマリー（エリー）はこの見習い妖精を立派に育てる事ができるのだろうか。

### 登場キャラクター（GB）

#### 主要キャラクター（GB）
妖精さん（『マリーのアトリエGB』）
見習い妖精としてマリーもしくはエリーの元に4年間預けられることになった妖精さん。名前は任意で設定できる。その間、調合や冒険などは妖精さんを中心に行われ、マリーは方針を決定するだけで一切関知出来ない。
見た目は従来の妖精さんとほぼ同じ。剣の師匠としてルーウェンに師事し、マリーに恋心を抱き、シアとの仲に嫉妬したりする。
妖精さん（『エリーのアトリエGB』）
設定等はマリーのアトリエGBとほぼ同様。
西の森の出身であり、髪の長い一見おしとやかな少女のような見た目をしているため、王子様に見初められるイベントがある。カノンに好意を抱き、ロマージュのスタイルの良さに憧れ、エリーを母親のように慕う。
マルローネ（マリー）
『マリーのアトリエGB』の主人公。ザールブルグアカデミー創設以来の落ちこぼれで、5年の卒業試験を経て、現在は無事卒業して、工房を開いている。一部には高名な錬金術士として知られるが、がさつで大雑把なところは変わらず。底抜けに明るくパワフルで何事にもめげず、悪口にはポンポンと言い返す、気の強い豪快な性格。
エルフィール・トラウム（エリー）
『エリーのアトリエGB』の主人公。流行り病で死にかけたところをマルローネに救われ、彼女に憧れて錬金術士を目指した少女。アカデミーの試験を最下位の補欠で合格するなど、在学時こそマルローネ同様問題児だったが、今は無事に卒業し、市内に工房を開いている。マルローネとは異なり、優しくおおらかな性格で、滅多に怒ることはない。素直で周囲からも好かれている。その分のんきでおっちょこちょい、何もないところで頻繁に転ぶなど、妖精さんすら呆れさせることも。今作でもとあるもののモデルになっていたりする。
『マリーのアトリエGB』『エリーのアトリエGB』両方に登場する冒険者
ハレッシュ
酒場の娘フレアに恋をし、飛翔亭に入り浸る元騎士。実力の割に雇用費も安く、序盤から頼りになる存在。大柄で動きは遅いが、心優しく、子供たちからも好かれている。
エンデルク
聖騎士隊隊長。堅苦しく融通が利かないため、マリーやエリーに対しては苦言を呈することが多い。強敵の存在を明らかにし、妖精さんがそれなりの力を付けたと見極めると力を貸してくれるようになるが、雇用費は破格。
ミリィ
GB版オリジナルキャラクター。アカデミーの生徒でマリーもしくはエリーの工房の隣に工房を構えている。C調で話すため錬金術士としての実力のほどは不明だが、冒険者としてはあまり頼りにならない。
カノン
GB版オリジナルキャラクター。流れの冒険者で常に金回りが悪く、いつも腹を空かせている。小汚い格好とがさつな言動で周囲からの評判は良くないが、妖精さんはかっこいいと気に入っている。冒険者としては頼りになるが、雇用費は高め。
オーベン
GB版オリジナルキャラクター。南のアカデミーからの留学生。かなりの秀才だが、調合は壊滅的な腕前で思い立ったらすぐ行動するため、周囲に騒ぎを起こすことも。冒険者としてはバランスが良く、序盤は頼りになる。
『マリーのアトリエGB』のみに登場する冒険者
シア
シグザール王国でも有数の資産家ドナースターク家の令嬢で、マリーの親友。NPCとしては『エリーのアトリエGB』にも登場し、エリーや妖精さんを気遣ってくれる。
クライス
ガリ勉でプライドが高く、好意があるくせに素直になれずいつも嫌味っぽくマリーに突っかかってくるアカデミーでのクラスメイト。一応、マリーの友達。錬金術士らしくレベルは低めだが雇用費が安いので、近くへ採取する際の護衛にはうってつけ。
ナタリエ
昔は『デア・ヒメル』という怪盗だったが、マリーに捕まえられた事により改心して現在では足を洗い、冒険者として生計を立てている。素早さが非常に高い。
ルーウェン
飛翔亭や武器屋によく現れる。賃金は高めなものの、エンディングまで非常に頼りになる冒険者の一人。誕生日は7月14日。
ミュー
南国出身のおっとりした女冒険者。賃金もそこそこで割りと強いため、中盤には重宝する。
キリー
『赤薔薇のキリー』と恐れられた、魔族の血を引く女性冒険者。賃金が高いのが難点だが、ボスバトルにおいては是非彼女を連れて行くことをオススメしたい。

『エリーのアトリエGB』のみに登場する冒険者
ノルディス
アカデミー卒業後、マイスターランクに進んだエリーの同級生。エリーのもっとも親しい友人の一人で、何かと力になってくれようとする。実力はあるが、自信のなさそうな言動が目立つ。雇用費が無料かつ、その中では最も強いため、最序盤は彼に頼ることが多くなる。
アイゼル
かつてのエリーの同級生。卒業後、しばらく街を離れていたが、父の事業の手伝いをするためにザールブルグに戻ってきた。エリーに対しては相変わらずな態度を取ることもあるが、基本的にはかなり性格が丸くなっている。雇用費は0だが、ミルカッセ同様あまり頼りにならない。
ミルカッセ
フローベル教会のシスター。エリーの友人で、妖精さんにも力を貸してくれる。おっとりしていて誰にでも分け隔てのない優しい女性だが、女神アルテナの祝祭の時だけは別人のようにキビキビと働き、エリーたちにも容赦がない。冒険者としての雇用費はかからないが、ほとんど戦力にはならない。
ユーリカ
カスターニェ出身の漁師の娘でエリーの友人。ザールブルグには見聞を広めるためにやってきた。過去作では雇用費がかからなかったが、今回は若干必要。素早さが高く、敵から逃げる事に長けている。
ロマージュ
流浪の踊り子でエリーの友人。再びザールブルグに戻ってきた。妖精さんのことを、エリーとダグラス、あるいはエリーとノルディスとの間に出来た子供だと勘違いし、エリーを大いに慌てさせる。
ダグラス
聖騎士でエリーの友人。騎士らしからぬ態度の大きさや口の悪さは相変わらず。エリーに対しては特に小馬鹿にした言動が多く、基本的に温和なはずのエリーが言い争いを演じる唯一の相手でもあるが、その反面、お互いを憎からず想っている。雇用費は高めだが、頼りになる存在。コメートの理解度が2になると、ダグラスが結婚してしまうといった内容のフラグが立ち、エリーから彼への好意が垣間見えるイベントが発生する。

## マリー&エリー 〜ふたりのアトリエ〜
『マリー&エリー 〜ふたりのアトリエ〜』（マリー アンド エリー ふたりのアトリエ）は2001年10月25日に発売されたワンダースワンカラー専用ソフト。販売はイースリースタッフ（後のハピネット）。本作品より導入された新システム「ふたりで調合」は次作の『マリー・エリー&アニスのアトリエ 〜そよ風からの伝言〜』にも引き継がれている。

### ストーリー（マリー&エリー）
『エリーのアトリエ』のスピンオフ作品。ケントニスでマリーと出会ったエリーがザールブルグに帰ってくると、その間に泥棒に入られ何もかも盗まれていたことに気づく。悲嘆に暮れるエリーにアカデミーから「原初の炎を3年以内に作ってくれるならお金その他を援助しよう」との提案を持ちかけられる。迷うエリーは一緒に工房をやろうというマリーからの申し出を受け、二人はひとつの工房でその幻のアイテム作りを行うこととなる。

### 登場キャラクター（マリー&エリー）

#### 主要キャラクター（マリー&エリー）
ルードヴィヒ・バスタルト
錬金術士であり、医者でもある。アカデミーから除名されている、謎の多い人物。黒いマントを着用している姿がよく見られる。
クリスティアーネ・ヴァルヌス
最年少でアカデミーへの入学を果たした天才錬金術士。双子の弟ルカとともに、寮には入らず、かつてマリーが卒業試験で使っていた工房を開いている。飛翔亭での評判は結構いい。また、二人は協力して調合を行うこともあり、マリー&エリーの「ふたりで調合」コマンド発生のきっかけとなる。
カレイド
占い師兼錬金術士。既にアカデミーは卒業しているが、在学時の成績はあまりよろしくなかったようだ。職業柄、女に見られることもある。また、かつては隊商とともに旅をしていた時期もあった。
マティアス・エルレーゼン
真理の探究に力を注ぐ錬金術士。娘と孫がいたが、二人とはずっと会っていない。また、錬金術に打ち込むあまり、家庭を顧みなかったことを後悔している。妖精のポップルを雇っている。
ロルフ・グランツ
腕の立つ戦士。聖騎士になることを目指している。聖騎士の試験でダグラスと戦ったことがあり、その時に敗北したため、ダグラスをライバル視している。
フランシエラ・クヴェレ
愛称フラッツ。腕の立つ冒険者。もともとはザールブルグに住んでいた小さな女の子の一人で、マリーのことを知っていた（マリー自身は知らなかった）。実は貴族の娘で、王城への入城許可証をマリーたちにくれる。
名前のない少女
ルードヴィヒの助手をしている少女。あまり喋らないが、たまに教会で祈りを捧げている姿を見ることができる。また、仲良くなると、冒険者としてマリーたちを手伝ってくれるようになる。
ポップル
マティアスの雇っている妖精。器具を落として割ったり、買出しで買うべきものを忘れたりと、なかなかお茶目な妖精。無邪気な子供で、「機械仕掛けの小鳥」を見ると喜ぶ。マティアスを「ししょー」と呼んで慕っている。
レナーテ・トレランツ
駆け落ちをしたフレアの代わりに飛翔亭で働き始めた女性。フレアの友達で、町の噂によると夫と離婚したらしい。そのことでロマージュと喧嘩になったこともある。
フューレン・ドライツェント
ケントニスアカデミーで働いていた青年。何もかも盗まれて途方に暮れるマリー&エリーに救済の手を差し伸べた人でもある。普段はザールブルグアカデミーで働いている。
ロスワイセ・カロッサ
職人通りの雑貨屋の店番をしている少女。作中にて言及されてはいないものの、「リリー」の雑貨屋店主であるヨーゼフの孫娘と思わせる描写がある。なお、彼女の父は「時期ごとに違う物を売って」おり、「手広く交易を行っていた」らしいが、それ以上の情報を得ることはできない。
リューネ姫
南のドムハイト王国の王女。
ヴォルケ
サールブルグを襲った盗賊団の首領。東の大地に身を潜めている。マティアスの孫であり、彼とはいろいろな因縁がある。

## マリー・エリー&アニスのアトリエ 〜そよ風からの伝言〜
『マリー・エリー&アニスのアトリエ 〜そよ風からの伝言〜』（マリー・エリー アンド アニスのアトリエ そよかぜからのでんごん）は2003年1月24日に発売されたゲームボーイアドバンス用ソフト。開発は初めてガストとバンプレスト（後のバンダイナムコゲームス）が共同で行った。次作はアルトネリコ。販売はバンプレスト（後のバンダイナムコゲームス）。前作『マリー&エリー 〜ふたりのアトリエ〜』にもあった「ふたりで調合」以外にも「イメージ調合」が加わった。また、イベントグラフィックはアニメーション制作スタジオであるGONZO。

### 特徴（アニス）
執筆の締め切りが各年度の8月30日と決まっており、期間が5年に設定されている以外は各年度の9月1日以降ならいつでも依頼を受けて執筆できるなど、極めて自由度が高く制約は少ない。基本的にはなにをしていても（なにをしなくても）良く、本の執筆という主要目的ですら放棄することが出来る。
新システムの「イメージ調合」は「日用品」や「薬」といったカテゴリーとそれに合う素材を選択してレシピのない状態から新たなアイテムを作成する調合法。最初から主人公二人を完全に別行動させられ、日単位で自動的に切り替わり、調合期間中は自動的にスキップされる。また評価の高さは一部イベントの発生条件だがエンディングとは無関係。2年目以降は新キャラのアニスと入れ替えることが出来るようになるが、アニスを一切使用しなくてもゲームクリアは可能であり、単にクリアを目指すだけならばすべての能力において著しく劣る彼女を育てる必要はない。
上位エンディングを迎える為の条件アイテムも多めに設定されており、すべてのアイテムを調合しなくてもよい。また、調合に専念している期間中も冒険者たちは独自に行動しているため自動的にレベルアップし成長する。自由度が高い反面、MPや疲労度の回復は前作までと比べてシビア。疲労回復の主要な手段だったワインは店で売っておらず、採取による外出やキャラの入れ替えでも一切回復しない。このため自前で作成した回復アイテムを頻繁に利用することになる。
前作でお馴染みの特定日のイベント（6月18日の日食と、8月15日の夏祭り）は健在だが、暮れの武闘大会は周辺諸国との関係上中止になっている。また、国王即位により1月1日に発生していた王子のお忍びイベントもない。前作に登場した人物でゲーム中未登場の者たちも随所で名前や存在が仄めかされており、とあるエンディングではリリーも登場する。

### ストーリー（アニス）
前作『マリー&エリー』後のお話。ある日工房を経営する二人の元にかつての師であるイングリドが「5年後に完成する大図書館にアカデミー卒業生である貴方達の書いた本が欲しい」という話を持ちかけてくる。新システム「イメージ調合」を利用して今まで誰も作らなかったアイテムを調合し、本にしようと決める2人にアカデミーの先生になるために留学してきたアニスを加えた3人で未来に残す本を作るための執筆活動が始まった。

### 登場キャラクター（アニス）

#### 主要キャラクター（アニス）
プレイヤーが操作する本作品の3人の主人公。アイテムを調合する人によってアイテム図鑑のコメントが違うので、これにより各キャラクターの好みなどがわかる。また、冒険者たちとの友好度も個別に設定されており、他の二人に対する信頼度も設定されている。3人には得意な属性が設定されており、その属性のアイテムを調合する時は成功率が上昇する。
アニス・リュフトヒェン
誕生日：3月26日、牡羊座。身長：150cm。体重：40kg
ザールブルグより南方にある国のアカデミーで錬金術を学んだ少女。優秀な生徒だったが、一時的に経済面で苦難に立たされる。しかし周囲の人たちのおかげで無事に卒業。援助してくれた人たちへの恩返しとして、母校の教師になるべく、今回教育実習生としてザールブルグへやってきた。
登場するのはゲームスタートから2年目。イングリドからの紹介でマリー、エリーと共に錬金術を学ぶこととなる。アカデミーで先生の手伝いをしているため、彼女の本を執筆契約している間は、マリーかエリーのどちらかがアカデミーに残ることになる。彼女にも必殺技が用意されているが、あるミニゲームをクリアしなければ使う事ができない。綺麗好きのため、調合を繰り返しても部屋は綺麗な状態を保つ。
真面目な頑張りやではあるが、暗闇を怖がったり、迷子になって不安がるなど子供らしい一面がある。幼なじみのサイードを煙たがりつつも、精神的に頼っている部分も多い。苦いものが苦手で、エリーほど甘党ではなく、マリーよりは酒豪ではないと味覚に関してもふたりの中間をいく。
戦闘力の高いマリー、マイスター能力が突出しているエリーと比べて能力的には劣る。しかし特性として全ての属性を得意としており、成功率が5%上昇する。彼女関連のエンディングは、彼女と執筆契約を結び、完成させた冊数で決定される。
マルローネ
誕生日：11月5日、蠍座。身長：160cm。体重：50kg
ザールブルグのアカデミーで、ある意味伝説的な成績を残した錬金術士の女性。愛称はマリー。エル・バドールのケントニスアカデミーで錬金術の研究をしていたところエリーと再会し、共にザールブルグへと帰還。エリー卒業後、共に工房を開くことに。今回エリーと共にアカデミーの大図書館に納める本を執筆することになる。一部の者（エリー、キリー、エンデルクなど）から高い評価を受ける反面、恩師のイングリドを含めた一部の周囲からは「伝説の落第生」で「厄介者」と評されている。
基本は豪快でマイペースな楽天家だが、暗い過去を持つキリーやシュワルベをそれとなく気づかうなど、単純なだけではない一面もうかがわせる。親友のシアは結婚して幸せな家庭を築き、子供も産まれたにも関わらず、彼女は相変わらず錬金術一筋で、恋愛そのものにまったく関心がなく他人からの好意にも極めて鈍感。家事に関してはエリーに投げっぱなしであり、時折叱られたり、心配されたりしている。
3人の中では最も戦闘向きで、一番冒険者に向いているステータス。がさつな部分は変わっておらず、彼女が調合をしているとすぐに部屋が汚れてしまう。
得意な属性は赤と白で、アイテム図鑑のコメントでも爆弾系のアイテムを作るのが得意と書かれている。酒類アイテムのコメントでは酒豪らしい部分が垣間見える。逆に甘い物は少々苦手。犬より猫派。積み木は崩すのが得意な方。今作において年齢は明らかにされていないが、筋肉痛が一日遅れてくるようになったとボヤいたりもする。
第一作目以降の好敵手クライスとの仲は、相変わらず平行線を辿っており、周囲はお似合いの二人とみているようだがマリー本人は断固として否定している。一定条件を満たすと、クライスの本音を聞くことができるが、鈍感なマリーは彼の秘めた好意に気づいていない様子を見せる（もっとも、彼の不在に物足りなさを感じているような描写はあり、全く意識していない訳ではない模様）。
エルフィール・トラウム
誕生日：6月18日、双子座。身長：152cm。体重：40kg
故郷の流行病に倒れたところをマリーに救われ、彼女に憧れて錬金術士になった女性。愛称は「エリー」。エル・バドールのケントニスアカデミーでマリーと再会し、共にザールブルグへ帰還。アカデミー卒業後、マリーと工房を開いていた。今回マリーと共にアカデミーの大図書館に納める本を執筆することになる。
穏やかな性格で生真面目かつ几帳面。ただし天然気味でどこか抜けた部分も多い。工房の家事一切を切り盛りし、がさつで生活力に乏しいマリーを支える世話係と化している。時折、マリーに家事をさせようと虎視眈々と狙っていることも。その苦労ぶりはアニスへの忠告や一部アイテムの図鑑コメント、各人のセリフなどからもうかがえる。ノルディスに好意を抱かれる一方で、友人でありライバルであるアイゼルらとの関係は相変わらずで、これといった進展はみられない。
能力的に高い位置でバランスがとれており、戦闘・調合の両面で活躍できる。得意属性は青と緑。技術力が高くMPが高いため、少々根を詰めても乗り切れる。
文通など、カレントキャラがエリーでなくては発生しないイベントが多く、特に作品の枠を超えて、面識のない冒険者との専用イベントが存在するのは彼女だけであるため、運用が最も重要となるキャラクター。雇用可能で面識のないキャラクターが少ないため、三人の中では冒険者たちとの初期友好度が最も高く設定されている。
マリーほどではないが、掃除はやや苦手。料理、特にチーズケーキを初めとするお菓子作りが得意。三人の中では最も甘党であり、ひとくちのつもりでハチミツを一ビン開けてしまうほど。そのため菓子類アイテムのコメントでは嬉々として味の感想を記したり、日用品に関しても実用的な一言を添えている。逆にお酒は少々苦手らしい。楽器などに関しても詳しい。猫より犬派。積み木を積んでは崩されて泣く方。暗い夜道や蛇なども平気であるなど、豪胆な部分もある。
ダグラスを連れてカリエルでフロストドラゴンを退治し、友好度が80以上に達している状態で発生するカリエルでのイベントにおいてダグラスの妹セシルは、兄とエリーが一緒になって欲しいと考えている様子がうかがえる。

#### アカデミー関係者
イングリド
マリーとエリーとノルディスの先生。今回マリーとエリーにアカデミーの大図書館に納める本の執筆を依頼する。実は影でヘルミーナと勝負をしているらしい。怒ると鬼のように怖い。錬金術を一般に広めて生活の向上を図ることを理想と考えている。
実は大図書館落成後に引退するドルニエにかわり、二人のうちのどちらかが校長に就任することになっており、マリーたちがどちらの執筆依頼を多くこなしたかで決まる。マリーたちが執筆依頼を完全に無視して一冊も本を書かずに最終日を迎えると、激怒したイングリドとヘルミーナが二人揃ってマリーたちを追い回すバッドエンドを迎える。
ヘルミーナ
イングリドの幼馴染であり、同じくアカデミーの教師にして、永遠のライバル。彼女からも本の執筆を依頼されるが、イングリドとヘルミーナのどちらの本を多く執筆したかでエンディングが変わる。優秀なエリート 錬金術士の育成により、大衆に恩恵をもたらすことを理想と考えている。
ノルディス・フーバー
エリーとアカデミー時代の同期で、現在はマイスターランクで研究を続けている。エリーに対しほのかな恋心を抱いているが、自身はアイゼルに想われており、6のつく日はアイゼル工房で彼女の手伝いをしている。アカデミー在学時から成績はトップクラス、性格も穏やかで、マリーからは「まさに完璧」と評されている。執筆に関して、たびたび新しいアイテムのヒントを教えてくれる。初期から無料で雇用可能だが、能力的に戦闘には向いていない。
アイゼル・ワイマール
エリーとノルディスの同期で、エリーのライバル的存在。上流階級出身なので、物言いに高飛車なところは残るが、以前と比べて素直になり、雰囲気も優しくなった。現在はザールブルグにエリー達と同じく工房を開いている。今もノルディスのことが好きで、度々工房を手伝ってもらっている。彼女も雇用可能だが、ノルディスと同じく戦闘には向いておらず、雇用費が発生する。
ドルニエ
ザールブルグアカデミーの校長。いつもは自分の秘密の図書館で錬金術の研究をしているが、今作では度々アカデミーや大図書館を歩いている姿を確認できる。アカデミーの方針については大いに悩んでおり、マリーたちに意見を求めることもある。
ルイーゼ・ローレンシウム
ザールブルグアカデミーの売店の店員さん。アカデミー生だったが、天然な性格が災いして実技に失敗してなかなか卒業できなかったらしい。現在は錬金術士になることを諦めて売店で働いており、男子生徒からの人気も高い。買い取りリストは固定された。

#### 冒険者
今作では、事前に四人まで雇う事ができ、街から出る際に二人までを選んで出発する。冒険者達にも採取材料を持たせる事が可能で、戦闘力の高いキャラは少なく、低いキャラは多く設定されている。
ルーウェン・フィルニール
マリーやエリーとは長い付き合いである冒険者の一人。現在は再会できた両親と一緒に暮らそうと一攫千金を狙っている。
開始時には雇用可能な戦闘系の冒険者は他にいない為、普通に進めた場合はお世話になる事が多い。自動発生のイベントによりアニスとの初期友好度も高めになる。
サイード・ラーウィー
アニスの幼馴染で、アニスのことを「お嬢様」と呼ぶ。ザールブルグへ行ったアニスを守るため、南の国からアニスを追いかけてきた、自称アニスのボディーガード。クールな外見だが、おっちょこちょいな所があり、初登場時は早とちりをして、工房の窓を突き破っての登場だった。元々はアニスの実家の使用人の息子。両親がアニスの家を出てからも、アニスのことを「お嬢様」と慕い、アニスを守ることを使命としている。お調子者で脳天気。
ミュー・セクスタンス
近くの森に探索にいけば会えるマリーやエリーとは長い付き合いである冒険者の一人で実力はほどほど。アニス達と同じ南の国の出身で、褐色の肌をしている。好奇心旺盛で、能天気な性格。食べることが大好きなようで、初登場時は空腹でお金もなかったので近くの森でキノコを探していたところをマリーに慌てて止められる。
シュワルベ・ザッツ
以前は盗賊団を率いていたお頭だったが、マリーに負けて冒険者になった男。その後各地を転々とし、現在はカリエル王国に滞在している。マリーに負けたことを未だ悔しがっているのか、話題に出すと怒る。無口で無愛想。
エンデルクと並び主人公キャラとの初期交友度は極めて低いため、専用イベントを見る事が難しいキャラクターの一人。
ミルカッセ・フローベル
ザールブルグのフローベル教会の娘でシスターをしているエリーの友人。シスターとしての暮らしは充実しているが、度々窮屈さも感じている。相変わらず無料で雇用可能だが、開始当初は戦力として扱えず、鍛え上げれば強くはなるものの難しい。
キリー絡みのイベントでも登場するため主人公たちを除く女性キャラの中では比較的イベントが多い。
ハレッシュ・スレイマン
マリーやエリーとは長い付き合いである冒険者の一人。昔は騎士団にいたが、現在は冒険者となっている気さくな男性。PS版エリーで飛翔亭の一人娘であるフレアと駆け落ちし、現在はドムハイト王国に移住、フレアと仲良く暮らしているが、父親であるデュオには認めてもらいたいらしく、彼を雇用してザールブルグへ戻るとイベントが発生する。ハレッシュの依頼で彼にあるアイテムを渡すと二人の幸せな様子がうかがえ、デュオも渋々二人の仲を認めるようになる。
ユーリカ・イェーダ
以前エリーと共にカスターニェの海を騒がせた海竜「フラウ・シュトライト」を退治した女性。普段は漁師をしているが、冒険者としても雇用可能。エリーでカスターニェに訪れると出会うことができる。
ロマージュ・ブレーマー
エリー在学時に飛翔亭に月に数回訪れた踊り子。ミュー、アニス、サイードと同じ南の国出身者で、褐色の肌をしている。現在はドムハイト王国の酒場で踊っており、エリーでドムハイトへ訪れると出会うことができる。恋愛に興味のないエリーに恋の喜びを説く。エリーだけでなく、同じ国の出身ということでアニスとの初期交友度が高い。
ダグラス・マクレイン
シグザール王家に仕える聖騎士でエリーの友人。エンデルクには今一歩及ばないが、実力はなかなかのもの。今回は一定条件を満たさなければ雇用できない。カリエル出身で、妹のセシルがいる。
妹の登場により、雇用可能な冒険者の中でもひときわ専用のイベントが多い。口ではエリーを小馬鹿にした態度を取るが、他の2人の主人公に比べ初期交友度が高くなっており、雇用した時の台詞や一部のアイテム図鑑コメントでもその親密さが表れている。
エンデルク・ヤード
シグザール王家に仕える聖騎士で、最強の騎士。毎年武術大会で優勝するほどの腕前。今回も一定条件を満たさなければ雇用できない。雇用費も高いが、それに見合うだけの実力を持つ。破格の強さを持つが、彼専用のイベントは用意されていない。
キルエリッヒ・ファグナー
マリー在学時にザールブルグに滞在していた女性騎士。「紅薔薇のキリー」と呼ばれており、赤い長髪が特徴。実は人間と魔族のハーフで、父はマリー在学時に世間を騒がせた魔王「ファーレン」。現在は魔界に身を置いており、あるアイテムを持ってエアフォルクの塔へ向かい、ボスキャラを倒せば再会できる。エンデルクと並ぶ実力者。
冒険者・錬金術双方で相当の実力を備えていなければ彼女に再会することすら出来ない上、イベントをこなすと一時的に離脱してしまう。

#### その他の人
デュオ・シェンク
マリーとエリーが学生の頃からお世話になっているザールブルグの酒場「飛翔亭」を営むマスター。今回も飛翔亭に行けば依頼を受けられ、有料で役立つ情報を与えてくれる。一人娘のフレアのことを溺愛していたため、ハレッシュと共に駆け落ちしてしまったことで少々不機嫌になっている。ハレッシュを連れて飛翔亭へ訪れるとイベントが発生する。今作では「飛翔亭」にフレアがいないため、常に彼が店を切り盛りしている。
クーゲル・シェンク
デュオの弟で、高額な報酬の依頼を扱っている。元王室騎士隊の一員。マリー在学時はデュオとケンカしていたため冒険者になっていたが、マリーの協力で仲直りし、兄と共に飛翔亭のマスターとなる。シェンク姓に戻っている設定だが、攻略本にはケンカの時に使っていた「リヒター」姓で掲載されている。
ブレドルフ・シグザール
現在シグザール王国を治めている9代目の若き王。マリー在学時はまだ王子で街中をふらふらしていたが、エリー在学時に父であるヴィント元国王の作戦で即位することとなった。今作では長らく敵対していたドムハイト王国との和平を推し進めたり、自国の文化・産業基盤拡充のためにアカデミーに対する支援を強化したりと、かなりの名君振りを見せる。
今作では謁見に障害はなく、彼に会わなければゲーム自体が進行しなくなる。
武器屋の親父（ゲルハルト）
ザールブルグで武器屋を営む男性。昔は「ゲルハルト」の名前で冒険者をしていたが、現在は武器屋の親父と名乗るだけで、過去などは一切わからない。昔は黒々とした長い髪を自慢にしていたが、現在は禿てしまっており、マリーとエリーが学生の頃に育毛剤の依頼をしたことがある。現在も髪の毛への執着心とプライドの板挟みになっている。
シア・ドナースターク
マリーの幼馴染で、シグザールでの指折りの資産家「ドナースターク」の令嬢。マリー在学時は不治の病に冒されていたが、マリーの努力により無事に完治。現在は名家の御曹司と結婚し、幸せな家庭を築く。開始直後、二人のアトリエを子連れで訪問する。
長老
妖精の森に住むゲームの助っ人キャラ「妖精さん」を統括する長老。マリーとエリーが在学の頃からお世話になっている人だが、まったく覚えていない。
妖精さん
マリー達の手伝いをしてくれる頼もしい存在。全員同じ顔をしていて見分けがつかないが、エリーは見分けがついているらしい。能力に応じて色分けと賃金が設定されており、賃金が高いほど主人公たちと同じ働きをしてくれる。ただし毎月賃金が払えなかったらすぐに森に帰ってしまう。
最初は仕事は遅くても経験を積めばレベルアップしていく。レベルアップに伴って賃金が上がるということはないため、最終的には安い妖精さんを雇った方が得であるが、最低ランクの黒妖精では採取しか出来ない。また街中に出て商売をしている妖精さんも存在しており、ゲーム中に決まった月に工房へ訪問する。今回雇える妖精さんは5人までだが、主要な調合が長期間にわたり執筆のための研究と現金収入を両立させねばならない為、彼らの助けなくしては円滑な進行が望めない。彼らも随時レベルアップしていき、伝説の虹妖精に成長すればマリーたちより早く調合できるようになる。材料不足や所持数限界により調合不可能になると寝たり踊ったりする。雇用に必要な妖精の腕輪をうっかり壊すイベントを経て、初年度の12月から雇用可能になる。
ボルト・ルクス
カスターニェで宿屋を経営している男性。以前は船に乗っていたが、フラウ・シュトライトが暴れていた頃に足に怪我を負って船を降りなければならなくなった。今作ではカスターニェで採取した荷物は彼に言えばザールブルグの工房まで宅配してくれる。
オットー・ホルバイン
カスターニェで雑貨屋を経営している男性。漁師をしているため、PS版エリーでは度々店を休みにしていたが、現在は雑貨屋を本業にしている。PS版では彼が採取物の宅配を担っていたが、今作では宿屋の主人ボルトがそちらを担当している。
フレア・シェンク
ザールブルグの酒場「飛翔亭」のマスターであるデュオの一人娘。エリー卒業時にハレッシュと駆け落ちし、現在はドムハイト王国で宿屋兼酒場を経営しながらハレッシュと暮らしている。あるアイテムを持っていると、彼女と交換日記ができる。
セシル・マクレイン
カリエルの酒場で働くダグラスの妹。優しくしっかりとした少女。勝気なダグラスもセシルには敵わないようだ。現在ブライアンに料理の特訓を受けており、ブライアンのような美味しいシチューを作るのが夢。フレア同様に彼女とも交換日記が出来る。
兄ダグラスとエリーの仲が進展することを願っており、アニスやマリーにふたりの動向について尋ねたり、エリーに兄とのことを託そうとするなどけなげな言動が目立つ。
ブライアン
セシルの働く酒場の主人。かなりの料理の腕前を持っており、セシルは彼から料理を習っている。特訓風景はさながら戦場のようである。
クライス・キュール
マリー在学時、ザールブルグアカデミーで成績トップだった男性。マリーとは犬猿の仲だが、クライス自身はマリーに好意を抱いている。雇用可能だが、戦闘向きではない。あるイベントでアイテムをもらうことができる。
イクシー
エル・バドールのケントニスアカデミーでショップ店員兼司書を務める女性。彼女から購入できるアイテムは貴重なアイテムばかりだが、値段も高い。アイテムを買わない人には少し冷たい。フレア同様に彼女とも交換日記が出来る上、一定の条件を満たすと特別なイベントが発生する。
ファウ
エル・バドールの宿屋を経営している女主人。気品と威厳のある女性。
フィルース・アルカネット
あるイベントでエリーと文通相手となる少女。イベントを続けていくことで、彼女が登場する。またあるアイテムは、彼女のイベントを発生させなければ作れない。
ルー
採取先で度々出会う神出鬼没で謎めいた女の子。調合用の材料を集めて回っているらしく、各地の採取先で出会うことがある。
エンドイベントを発生させない限り、高確率でどこにでも出没する。マリーたちが別行動をとっている場合、まったく離れた場所で立て続けに登場することもある。彼女が現れた場合、その日は戦闘が発生しない。

#### ボスキャラクター（アニス）
フロストドラゴン
カリエルの「雪渓」に氷漬けになっているドラゴン。万年雪に覆われているため、氷解することはないが、あるアイテムを持っていると戦うことができる。勝つとレアアイテムが手に入るので、入手のためには倒さなければならない。
くれくれくん
ドムハイト王国で噂になっているモンスター。食べ物を欲しがっており、特定の食べ物アイテムを持っていると「くれくれ」と言ってねだる。あげると去っていくが、あげないと戦うことになる。あげても最後には主人公たちを食べたいと言いだすので、結局戦うことになる。勝てばレアアイテムをくれる。
砂漠の女王
ドムハイト王国にある砂漠「ザハ・ヴァイスト」に存在するモンスター。イベントを進めれば戦うことが可能。勝てばレアアイテムをくれるが、4体のボスモンスター中最高のHPの持ち主である。
バルログ
ザールブルグの「エアフォルクの塔」の最上階に存在するモンスター。彼を倒し、あるアイテムを持っていれば、魔界に行くことが出来るようになり、キリーが雇用できるようになる。また、魔界で取引に応じることでダークエンドを迎え大金を手に出来るが、イングリドに怒られる。

### ミニゲーム
魚釣り
カスターニェで挑戦可能のミニゲーム。参加費は銀貨100枚。制限時間内に魚を釣ればアイテムが手に入る。水面にいる魚を全て釣り上げるとそこで終了。一定の記録を更新し、あるアクセサリーを装備していると、釣り堀の主が登場する。サイズの大きな魚ほど釣り上げるのが難しいが、竿が引いている時は時間は減らないので、コツを掴めばすべての魚を釣り上げることも容易である。釣った魚の数やサイズに応じてもらえるアイテムが変化するが、主を釣った場合はレアアイテムが手に入る。
ウォルフレース
カリエルで挑戦可能のミニゲーム。参加費は銀貨100枚。3頭のウォルフの中からどのウォルフが一着になるかを当てる賭けレース。一着を当てると、賭け金の2～6倍ほどの銀貨が返ってくる。あるアクセサリーを装備すれば勝率が上がる。
闘技場
ドムハイトで挑戦可能のミニゲーム。参加費は銀貨100枚。5人勝ち抜けば優勝となる。連戦となるため、アイテム使用による回復は戦闘中にしか行えない。また、アニスの必殺技を手に入れるためにはこのミニゲームをクリアする必要があるが、冒険者レベルが高くなければ勝利は難しい。

## マリー・エリーのアトリエ 〜ザールブルグの錬金術士〜
インディソフトウェアとGMOモバイルにより「GREE」から2012年2月20日配信開始。ソーシャルゲーム。2012年12月17日配信停止。
プレイヤーはスカウトされて錬金術士を目指し、マリーやエリーら先輩 錬金術士のサポートを受けながら、マリーらのほか、城の騎士や冒険者、武器屋の親父などからの依頼を受け、物質を生成したり、モンスターを退治したりしながら、 錬金術士としての修行を続け、人々と交流をはぐくんでいく。服やアクセサリをつけることによって、見た目が変化するほか能力地にも影響が出ることがある。「友達」になった他のプレイヤーを用心棒に雇うこともできる。

## 関連書籍

### 小説
- マリーのアトリエ 〜ザールブルグの錬金術士〜（メディアワークス・電撃G's文庫） ISBN 4-07-307750-3
  - 著者：工藤治、イラスト：桜瀬琥姫
- エリーのアトリエ 〜ザールブルグの錬金術士2〜（メディアワークス・電撃G's文庫）
  - 著者：工藤治、イラスト：山形伊佐衛門
    1. ISBN 4-07-311450-6
    2. ISBN 4-8402-1217-1
- リリーのアトリエ 〜ザールブルグの錬金術士3〜（メディアワークス・電撃G's文庫） ISBN 4-8402-1900-1
  - 著者：工藤治、イラスト：山形伊佐衛門
- ザールブルグの錬金術士3 リリーのアトリエ 〜祝福のワインを聖騎士に〜（エンターブレイン・ファミ通文庫） ISBN 4-7577-0576-X
  - 著者：工藤治、イラスト：山形伊佐衛門
- マリー☆エリー☆リリー 〜3人のアトリエ〜（エンターブレイン・ファミ通文庫） ISBN 4-7577-0836-X
  - 著者：工藤治、イラスト：桜瀬琥姫・山形伊佐衛門・笛吹りな
- マリー☆エリー☆リリー2 〜マリーの弟子〜（エンターブレイン・ファミ通文庫） ISBN 4-7577-1324-X
  - 著者：くどうおさむ、イラスト：笛吹りな

### 漫画

#### 4コマ・アンソロジー
- マリーのアトリエ 〜ザールブルグの錬金術士〜 4コマ決定版（新声社・ゲーメストコミックス） ISBN 4-88199-423-9
- 火の玉ゲームコミック マリーのアトリエ 〜ザールブルグの錬金術士〜（光文社）
  - コミックアンソロジー 小さな工房 ISBN 4-334-80403-9
  - ショートコミック天国 ISBN 4-334-80413-6
  - コミックアンソロジー 小さなマイスター ISBN 4-334-80420-9
- 火の玉ゲームコミック マリーのアトリエPlus 〜ザールブルグの錬金術士〜（光文社）
  - コミックアンソロジー 小さな冒険 ISBN 4-334-80432-2
- 火の玉ゲームコミック エリーのアトリエ 〜ザールブルグの錬金術士2〜（光文社）
  - コミックアンソロジー はじめての冒険 ISBN 4-334-80445-4
  - 4コマギャグバトル ISBN 4-334-80449-7
- エリーのアトリエ 〜ザールブルグの錬金術士2〜 4コマKINGS（スタジオDNA・DNAメディアコミックス） ISBN 4-921066-12-4
- エリーのアトリエ 〜ザールブルグの錬金術士2〜 コミックアンソロジー（スタジオDNA・DNAメディアコミックス） ISBN 4-921066-14-0
- リリーのアトリエ 〜ザールブルグの錬金術士3〜 4コマKINGS（スタジオDNA・DNAメディアコミックス） ISBN 4-7580-0012-3
- 火の玉ゲームコミック リリーのアトリエ 〜ザールブルグの錬金術士3〜 コミックアンソロジー（光文社） ISBN 4-334-80539-6
- マリーとエリーのアトリエ アンソロジーコミック（エンターブレイン・ブロスコミックス）
  1. ISBN 4-7577-0417-8
  2. ISBN 4-7577-0629-4
  3. ISBN 4-7577-0772-X
- リリーのアトリエ アンソロジーコミック（エンターブレイン・ブロスコミックス） ISBN 4-7577-0546-8

#### コミカライズ版

##### エリーのアトリエ―南からの留学生
キャラクターデザインを務めた山形伊佐衛門による同名ゲームのサイドストーリー、エンターブレイン（ビームコミックス）刊。南の国から来た留学生サライが主人公。一年間の留学期間中にエリーたちと出会い、彼女たちを通して、アカデミーだけでなく、ザールブルグという街の独特な雰囲気、そして錬金術とは何かという命題を得て、それぞれが少しずつ成長していく物語。ゲームのストーリーをなぞりながら、空白部分を埋めていく構成になっている。下巻の後半には、『電撃PlayStation』に連載されていた紹介イラストが掲載されている。
サライはこの漫画のオリジナルキャラクターだったが、第3作『リリーのアトリエ』にてある条件を満たすとエンディングに出演しているのが見られる（条件を満たしても本編には一切登場しない）。
単行本
- 上 ISBN 4-7577-0695-2
- 下 ISBN 4-7577-0696-0

###### 主要キャラクター
サライ・マーヤ
コミカライズ版オリジナルキャラクターであり主人公。リリーが校長を務める南の国のアカデミーからの留学生。実家は資産家だが、生真面目な性格でアカデミーでは清貧な生活を送っている。郷里によく似た妹がいる。図書館で知り合ったエリー、ノルディス、アイゼルらと知り合い親しくなる。品行方正で成績優秀だが、卒業制作で初めて行き詰まり、錬金術とは何かという命題にぶつかることとなる。
エルフィール・トラウム（エリー）
ゲーム本編での主人公。 錬金術士を目指した理由などの来歴はほぼゲーム準拠。補欠入学であったため、サライたちとは異なり、寮ではなく、イングリドに貸し与えられた工房でひとり暮らしをしている。中盤以降ともなると、持ち前の努力と根性を大いに発揮し、海竜フラウ・シュトライトを討伐し、果ては武闘大会で優勝するなど、錬金術士としてはかけ離れた華々しい活躍をしていることが明らかにされる。だがその一方で、級友たちへの態度は一貫して変わらないまま。アイゼルを初めとする学友たちや、聖騎士ダグラスとは良好な関係を築いている。彼女の何気ない一言がスランプに陥るサライに現状を打開するきっかけを与えた。
アイゼル・ワイマール
サライ、エリーらの同級生。貴族出身であるため、やや高飛車な性格。学年主席のノルディスのことが気になっているため、彼と親しいエリーに対し、一方的なライバル心を抱いている。そのためノルディスにまとわりつく一方で、エリーには意地の悪い態度を度々見せるものの、あっけらかんとしたエリーに対してはあまり長続きしなかったようで、素直ではないが良き友人のひとりとして認識されている。サライに対しては含むところがない分、初めから親身に接してくれる。
ノルディス・フーバー
サライ、エリー、アイゼルらの同級生。学年主席。入学当初、出来の悪かったエリーに何かと親切にしていたため、アイゼルをやきもきさせていた。サライに対しても親切なのは変わらず。エリーも彼の優しさには「だれかさんとは大違い」と好感を抱いているが、アイゼルの強引なアプローチの前には流石に遠慮がちである。
ダグラス・マクレイン
聖騎士。厳格な騎士の中にあってひとりガラが悪く、ぶっきらぼうだが面倒見はよく、何かと「どんくさい」エリーのことを、口ではとやかく言いながらも気にかけてくれている。エリーにとってはアイゼル、ノルディスらと並ぶ大切な友だちのひとり。エンデルクに迫る剣の腕の持ち主ということで市民からの人気も絶大だが、武闘大会での思わぬ結果にやけ酒を煽る羽目に。終盤、ケントニスに赴こうとするエリーの護衛を務めた。エリー本人は気づいていないが、彼女に対し、単なる友人以上の感情を秘めている。

##### マリーとエリーのアトリエ ザールブルグの錬金術士
越智善彦によるコミカライズ、エンターブレイン刊。舞台設定としては、『エリー』のノーマルエンディングから始まり、ザールブルグに帰ってきたマリーと二人で新しい工房を開く『ふたりのアトリエ』をベースとし、そこで起こるドタバタ劇を扱うという物。また、GB版『マリー』と『エリー』の両方の要素が取り入れられており、「パセック」と「プルシャ」という妖精が登場する。ルーウェン、ロマージュを除くマリーとエリーの登場キャラがほぼ全員登場し、そのほか『リリー』からはウルリッヒとリリー、そして名前だけではあるが『ユーディー』からユーディーが登場する。GB版『エリー』のボス「シュトラーフェ」と「ウーナ」と、名前は若干違うもののGB版『マリー』から「黒騎士」が登場する。第2巻中盤以降から、話は魔王ファーレンと関係した話へとなっていく。また、ゲーム中には登場しないオリジナルアイテムが多数登場する。
連載終了後も作者の作成する同人誌内で外伝的エピソードが作り続けられており、「マリーとエリーのアトリエ ザールブルグの錬金術士 Second Season」というタイトルでエンターブレインより発売される。また、作者ロングインタビューと販促用原稿を収録した新装版が上下巻で発売された。
単行本
- マリーとエリーのアトリエ ザールブルグの錬金術士
  1. ISBN 4-7577-0149-7
  2. ISBN 4-7577-0418-6
  3. ISBN 4-7577-0595-6
  4. ISBN 4-7577-0771-1
  5. ISBN 4-7577-1017-8

- 新装版

- 上 ISBN 978-4-7577-3622-1
- 下 ISBN 978-4-7577-3623-8

- マリーとエリーのアトリエ ザールブルグの錬金術士 Second Season
  1. ISBN 978-4-7577-3709-9
  2. ISBN 978-4-7577-4547-6
  3. ISBN 978-4-04-726120-4
  4. ISBN 978-4-04-727161-6
  5. ISBN 978-4-04-728306-0
  6. ISBN 978-4-04-729207-9
  7. ISBN 978-4-04-730750-6
  8. ISBN 978-4-04-734994-0

###### 主要キャラクター
マルローネ
主人公。来歴等は原作準拠。火の玉マリーの二つ名は健在で、高度な錬金術も難なくこなすが、冒険と酒と温泉とを愛し、爆弾作りが何よりも得意なヨッパライ。ザールブルグに帰ってきたのを機に、命の恩人との再会に感激したエリーの熱心な誘いに乗る形で、共に工房を開くことに。底抜けに明るく、豪快で後先考えない性格から突飛な調合（特にカラクリやおもちゃ、「生きてる」系）をしては失敗し、騒動の中心となることが多い。努力・細分型のエリーとは異なり、調合についてはもっぱらフィーリングで行うことが多く、レシピに書き起こすこともないため、その場で書いた大雑把なレシピはアイゼルを唖然とさせるほど。ただし本人は、その内容を完璧に理解しているため支障はないとのこと。冒険者としての腕は確かであり、もっぱら外に出ることが多く、「ただいマリー」「おかぁエリー」は二人の合言葉となるほど。遠隔地へはエリーの作った「空飛ぶホウキ」からヒントを得た、自作のホウキで高速移動することが多い。かなりの酒豪で何でもいける口だが、特にアカデミーの祝福のワインが大好物。エリーが自作した幸福のワインも絶賛している。「Second Season」ではイングリドによってアカデミーに招聘され、教師として新入生を担当する。専門はおなじみの「生きてる」系。ただし前述のとおり、最初はよく暴走する。ダグラスとエリーの仲を「ラブラブ？」と茶化す一方で、自身はクライスの片思いに気づいていない。彼女に関わると「すっとこどっこい」が感染するといわれている（いい意味でも悪い意味でも）。
エルフィール・トラウム（エリー）
もうひとりの主人公。 錬金術士を目指した理由などの来歴等は原作準拠。アカデミーで優秀な成績を修め、マイスターランクへの進学を勧められるが、生活に根差した、より身近な目線での錬金術を模索すべく、市内に工房を開くことにした。マリーよりも10歳ほど年下のはずだが、しっかり者かつ常識人。そのため彼女が作り出すものは、マリーに比べ派手さは欠けるものの、実質的に生活の役に立つ物が多く、アイゼルやイングリドらからも好評。また常に効力や品質を上げるための努力を欠かさず、材料を厳選したり、細かなブレンド配分を事細かに記している。優しく世話好きな性格で、何かと多忙なマリーに変わって店の経営を切り盛りし、家事一切を取り仕切るなど、工房内では母親的な存在。原作とは異なり、マリーには劣るもののなかなかの酒豪でワインよりもビア派。上記のとおり、作中では留守番を務めることが多いが、冒険者としての腕はマリーにも引けを取らず、魔犬シュトラーフェをただの一撃で蹴散らしたり、フラン・プファイルとの戦いにおいて聖騎士二人のサポートをこなしたりとその実力の片鱗をうかがわせる。マリー同様、「空飛ぶホウキ」で移動することが多いが、こちらも性格を反映して、ゆっくり飛ぶものにアレンジされている。三十路に差し掛かり「結婚」をすっかり諦めてしまったマリーとは異なり、かつて共に海竜を倒した聖騎士ダグラスのことを常に気遣うなど、周囲も認めるいい雰囲気なのだが、互いの立場の違いなどからなかなか進展していない。
アイゼル・ワイマール
エリー、ノルディスらとはアカデミーの同期。かつてはエリーにライバル心を抱いていたが、今では良き友人の一人で、工房に入り浸っている。「Second Season」以降は主人公二人に次いで登場頻度が多くなったが、マリーからは「ちゃん付け」で呼ばれていてる。
エリーの実力を誰よりも認めているだけに、商売っ気のなさを指摘したり、一介の市井の人で終わろうとしていることに不満を抱いている部分もある。卒業後は、自分が錬金術を行使するよりも商売の方に気が向いているようで、エリーの腕を見込んで、助力をあおぐことも多い。その手始めに、エリーの家庭菜園からヒントを得て、「魔法の草」を初めとする錬金術の素材を大々的に栽培する実験農場と製作工房を作り、護衛として魔界から来た三人組を雇い、男性組は農場に住まわせることになる。
ミリアレーナ・クルッグ（ミリィ）
エリーの卒業と入れ替わりに学生用の工房に住む事になったアカデミー新入生。メガネを掛けたぽややんとした天然さんでキリーに憧れている。錬金術に関しては独自の視点と発想があり、空飛ぶほうきをより安定的かつ高速飛行に適したデザインに改造したりしている。彼女の作った把手と足掛けが付いた箒はマリーたちも参考にしているが、速度向上を目指して推進力を倍にした際には急ごしらえのエアロカウルが分解している（その点を考慮して新型カウルは一体成型タイプになった）。
ヘーベル湖に放流された変異オタマジャクシの観察を続けており、「ヂラアス」と名付けている。「Second Season」では街とヘーベル湖を行き来するためかレベルが向上しており、アカデミーの成績も学年で「上から5位」となっている。
実家は山師として財を成した家で、実兄にあたるマクシミリアンはアーベントの丘でウーナと出会っている。
ノルディス・フーバー
エリーやアイゼルとはアカデミーの同期でエリーの良き友人の一人。成績優秀でマイスターランクに進むため、同期の仲では唯一アカデミーに残った。マイスターランクの講師を務めるクライスに師事し、助手を務めている。専門は「薬学」。少し頼りないが面倒見のいい性格は変わらず。「Second Season」以降はあまり登場していなかったが、アカデミーを卒業した物のレベルの低い術士が作った低品質の薬が研究室に持ち込まれて研究に差し支えるほどになっている。
ダグラス・マクレイン
雪と氷に閉ざされた北方の小国カリエルの出身で聖騎士のひとり。若いが剣の腕は確かで、初出場した武闘大会で準優勝し、以降は打倒エンデルクを常に掲げている（現在は他国との関係悪化を懸念し中止されている）。エリーのアカデミー在学時には彼女の護衛を務めており、共に海竜を倒した仲でもある。当時はちょくちょく工房を訪れていたが、分団長として街の外に赴くことが多くなったため、なかなか寄りつけていない。同時に彼女がこのところ工房にこもりきりであるため、街でめっきり見かけなくなったことを心配して、外に出ることを勧めていた。本編では部隊長、「Second Season」以降は分団長から本隊務めに戻り、副隊長に昇進。城勤めに復帰する。上官であるウルリッヒに会いに行くよう水を向けられたり、堅物のエンデルクですら気づかうほど、エリーのことを意識しているのだが、お互い奥手であるのと、立場の違いもあってなかなか進展していない。
イングリド
アカデミーの教師で、教え子にはマリー、エリー、ノルディスら優秀だが癖の強い面々が揃う。「Second Season」では引退したドルニエに代わり、アカデミーの校長を務めている。在学時に五留した問題児マリーに対してはかなり手厳しいが、錬金術士としての資質や他の錬金術士にはない、冒険者としての広い視野は大いに評価している。南の国のアカデミーへ派遣されたヘルミーナとは幼い頃からのライバルであり犬猿の仲だが、海竜に対し、咄嗟に合体技を放つなど、その呼吸はぴったり。
ヘルミーナ
アカデミーの教師で、教え子はアイゼル。専門は、錬金術の最大の禁忌の領域にある「生命」であり、毒や呪術に詳しいなど、魔女的な風貌も相まって、邪悪な魔女のような人物に思われがちだが、プルシャやダグラスに安全な稽古をしてほしいと願ったエリーに「しなちく（竹刀だが、名前がうろ覚えだった）」の造り方を伝授したりと親切なところもある。「Second Season」では南の国のアカデミー（アニスの母校）へ派遣されることが決まり、その研究成果と愛用のチョーカー（イングリッドの物と対になっている）をマリーに託す。ザールブルグを離れはしたが南方アカデミーではミリィの生み出したヂラアスの再現を試みているようで、たびたび実験の進捗などで登場するほか、ザールブルグに用がある時は大抵彼女が出向くことが多いので、登場頻度はそれほど変わっていない。最近では研究を託したマリーや、教え子だったアイゼルに彼女の口癖がうつったようで、二人からは「魔女の呪いだ」と嘆かれている。
クライス・キュール
マリーの学生当時トップの成績を誇っていた男性で、マリーの同級生だが犬猿の仲だった。現在はアカデミーのマイスターランク講師となっており後進の育成に力を注いでる。その傍らで薬学の研究も行っており、ノルディスを助手としている。
ファーレン復活騒動後にヘルミーナの後任となったマリーとは昔ほどの口喧嘩をすることはなくなり、軽口をたたける良き同僚といった仲となっている。
パセック
妖精錬金術士を目指し、マリーとエリーに育成を託された妖精族の子供。髪が短い、一般的な妖精さんといった風貌。主に調合を主体としているため、エリーと工房で留守番を務めることが多く、彼女の良き助手を務める。「Second Season」ではエリキシル剤の調合に成功するほどの高位の錬金術士となった。『マリーのアトリエGB』の妖精さんがモデル。
プルシャ
妖精錬金術士を目指し、マリーとエリーに育成を託された妖精族の子供。髪の長い、少女風の妖精さん。キリーの剣技に憧れて、彼女に師事し、「Second Season」では「ツインブレードのプルシャ」の異名を取るほど強くなった。主に採取を担当する。戦闘だけでなく、アイテムにも相当な目利きが利く。『エリーのアトリエGB』の妖精さんがモデル。
キリー（キルエリッヒ・ファグナー）
「紅薔薇のキリー」の異名を持つ凄腕の女騎士。人間と魔人とのハーフであり、かつてマリー、ミューらと共に、エアフォルクの塔を根城とする彼女の父・魔王ファーレンを悲願の末に討ち果たす。その後、マリーとの友情を胸に人間界への未練を捨て魔界へと去っていったが、思わぬ勢力争いに巻き込まれ、再び人間界に姿を現す。魔犬シュトラーフェに追われていたところをエリー、ミルカッセ、ハレッシュらによって救われ、しばらく二人の工房へ居候していたが、「Second Season」ではエリーの紹介で、シュトラーフェ、ヴォルクと共にアイゼルに実験農場の護衛として雇われることになる。ずっと身辺を守ってくれていた黒騎士ヴォルクとは相思相愛。
エンデルク・ヤード
シグザール王国王室騎士隊長にして、武闘大会にて不敗記録を持つ男。ザールブルグの守護神、「フラン・プファイル」を倒したドラゴンスレイヤーとして、周囲の尊敬を一身に集めている。ストイックかつ生真面目で堅物、共にドラゴンを倒したマリーの実力を認めつつも、度々、その破天荒さに頭を悩まされている。しかし、 錬金術士の力を認めていないわけではなく、復活したフラン・プファイルを倒そうと息巻き、ひとり街を飛び出したダグラスを諭し、彼も知らないエリーの隠された功績について語るなど、年長者らしい分別を見せる。本作において唯一といってもいいほど常にシリアスな雰囲気を漂わせるが、ダグラスを無意識のうちに探そうとするエリーを気づかったり、ウルリッヒに武闘大会がなくて張り合いがないことを見透かされ、脱力するなどくだけた一面も見せる。
黒騎士ヴォルク
黒い鎧を身につけた魔界の住人。シュトラーフェによれば、魔界の大半を占める「魔人」ではなく、れっきとした「人間」であり、そのため、同じマイノリティであるキリーやウーナを気づかっていたらしい。勢力争いから逃れようとしたキリーを追いかけ、人間界へやってきた。しかし、実際はキリーを逃そうとした演技。盾や鎧などの装備は自由に呼び出すことができ、マリーからは「いりゅうじょん」と言われた。普段は軽装で眼鏡をかけた男性の姿を取り、公園でキャンパスを広げて絵を描いている。その実力はエンデルクと同等。町中ですれ違った時にお互い「只者ではない」と見抜いている他、とある仕事で行き会った際には手合わせした後「力とその使い道」に関して意気投合していた。
以前はファーレンの国の騎士団に所属しており、キリーともその頃からの付き合い。そしてキリーに想いを寄せており、ファーレン復活騒動の終息後は相思相愛の仲となる。現在はキリー、シュトラーフェと共にアイゼルの実験農場の護衛に雇われており、番小屋が作られてからはシュトラーフェと共に常駐している。エンデルクと互角という腕前が知られ、空いた時間に稽古を付けた他の警備員たちの技量も向上したことから、ワイマール商会の警備部門の指南役もするようになる。
魔犬シュトラーフェ
ヴォルク、ウーナと共にエアフォルクの塔を拠点としていた魔界の住人。縦縞模様のある3本尻尾の大型犬の姿と、額に縦縞タトゥーのある男性の姿を取ることができる。
人間界へ逃れたキリーを追撃し追い詰めるが、その場に居合わせたエリーとミルカッセによって返り討ちにあってしまう。その後ザールブルグの町へ来訪しキリーの居場所を探っていたが、運悪くマリーの作った「木念人（ぼくねんじん）」に吹っ飛ばされてフローベル教会へ墜落、ミルカッセに手当てされたことで彼女に想いを寄せるようになり、一時休戦となった。愛称は「たてじまさん」。「生きてる」系アイテムとは相性が悪いらしく、マリーの「木念人（ぼくねんじん）」やミリィの爆弾など、暴走すると常に標的となってしまう特徴がある。
その後は冒険者として町に滞在することとなり、人間界で過ごすうちにザールブルクという街の雰囲気に感化され、キリーを倒すという気力もなくなってしまい、そのまま任務を放棄。ファーレン復活騒動の終息後はそのまま冒険者として人間界に残った。現在はヴォルク、キリーと共にアイゼルの実験農場の護衛をしている。低レベルの魔物や獣は彼が睨みを利かせている。
魔女ウーナ
魔界出身のエルフの女性。「フラウ・シュトライト」や「フラン・プファイル」を復活させた張本人。魔界ではマイノリティな魔人の中で強く生きようとするエルフで、ファーレンを復活させようとしたのも、魔界の覇権を握る手段だった。だが人間界では魔力が低下してしまうことがアダとなり、復活させたファーレンを制御できず暴走させ、マリーとヴォルクに復活を阻止される。
ファーレンが倒されたことで、魔界の覇権を握るという野望を砕かれ、失意のまま魔界に帰ろうとしたが、マリーの「人間界で魔力が下がっているなら、こちらで修行して強くなったら、魔界へ帰った時はもっと強くなっているのでは」という一言で、人間界を旅するようになった。
現在はカスターニェを拠点に良く当たる占い師としてみなしごの「ミゼット」と共に宿屋「船首像」に滞在。地元民のユーリカと知り合い彼女にエルフと知られるが、ユーリカのさっぱりした気性が幸いして、よき友人関係を築いている。占い以外にアイテムの採取も行うようになる。元々魔術で飛ぶことができるが、目立つので控えていた。だが、カスターニェからは距離のあるアーベントの丘で採れるグラビ鉱石の値が上がっていることから魔術を「空飛ぶほうき」に偽装して採取に向かうようになった。
ミュー・セクスタンス
南の国出身の冒険者。在学時のマリーとは一番よくつるんだ仲であり、幼なじみのシアをのぞけば、もっとも仲の良い友人の一人であり、一緒に飲んで帰ってくることも多い。ぽやっとした言動とは裏腹に、エンデルクと挑んだフラン・プファイル討伐、キリーと臨んだファーレン戦、その双方に同行したほどの有数の実力を持つ。マリー同様、キリーにとっても心を許せる数少ない存在であり、信用できるのかというシュトラーフェの言葉に食ってかかったほど。「Second Season」では、人手が足りなくなった実験農場の護衛に招かれることとなる。
ハレッシュ・スレイマン
マリーとエリーが学生時代から頼りにしている槍使いの冒険者で、雑誌連載時ではよくマリーやエリー達と採取に同行していた。「飛翔亭」の看板娘・フレアに長年思いを寄せており、「Second Season」第２巻では「娘と一緒になるなら利き酒ができるようにならんとな」とデュオから言われており、続く第３巻でフレアから「ハレッシュ」と呼ばれるようになったほか、冒険者を引退して酒場の見習い親父としてカウンターに立つようになった。
ナタリエ・コーデリア
マリー学生時に「怪盗デア・ヒメル」と名乗っていた元女怪盗。マリーに捕まった後は怪盗行為からは足を洗って女性冒険者となっていたが、巷で荷馬車を襲っていた盗賊団「シュワルデアヒメル」に怒り奮闘で、マリーを盗賊団退治に誘うほか「シュワルベ」と手を組むことになり、事件解決に身を乗り出す。
「Second Season」ではシュワルベと共にヴィラント山ふもとで温泉宿を開業し、空飛ぶホウキで移動が容易なマリー達は週末などに度々訪れて、ここの常連となっている。
シュワルベ・ザッツ
マリー学生時にマイヤー洞窟を拠点としていた「シュワルベ盗賊団」の長をしていた男性。マリーに退治された後は盗賊行為からは足を洗って冒険者となり、荷馬車の護衛などを引き受けていた。ナタリエ同様に「シュワルデアヒメル」事件解決に身を乗り出し、意図せずして本物の「シュワルベ」と「デアヒメル」も手を組むことになった。
「Second Season」ではナタリエと共にヴィラント山ふもとで温泉宿を開業、後にここを中心としてふもとに温泉街が作られるようになり、町の拡大に伴って自警団が設立され団長を任されることになるが、良くも悪くも実績があるため騎士団からは危険視されていた。温泉客や住民の安全という点で騎士団の駐屯は願ったりだったため、マリーの仲介で協力体制を敷く。
ルドルフ
聖騎士。ダグラスの部隊長、分団長時代の副官。細面の金髪青年で柔和な笑みを崩さない優男。勝負ごとに執着がなく格上が相手だと稽古での勝率は高くないが、反面道理の通らないことに対する反発が強く、納得いかない輩に対しては二刀流で暴れまくるとはダグラスの弁。
マリーからは「ルディくん」と呼ばれている。
ユウノ、ブライ
「セカンドシーズン」より登場したアカデミー新入生と飛翔亭を訪れる冒険者。作者のオリジナル作品「イグドラシル」「風の惑星ゼファー」のキャラクター。ユウノはともかく、ブライは「熊（「森の番人」と呼ばれる精霊種）」だったので人間の姿にデザインが変更されている。

### 画集・設定資料集
- マリーのアトリエ 〜ザールブルグの錬金術士〜 ファンブック（ゼスト） ISBN 4-916090-75-6
- 桜瀬琥姫画集 マリーのアトリエ（メディアワークス） ISBN 4-07-307394-X
- マリーのアトリエ 公式デジタル原画集（徳間書店／インターメディア・カンパニー） ISBN 4-19-820076-9
- エリーのアトリエ 公式デジタル原画集（徳間書店／インターメディア・カンパニー） ISBN 4-19-820075-0
- マリーのアトリエ&エリーのアトリエ 設定解説ファンブック（ローカス） ISBN 4-89814-107-2
- オール・アバウト・ガスト 〜「リリーのアトリエ」メモリアルブック〜（ゼスト） ISBN 4-88377-114-8
- アトリエシリーズ公式設定資料集 ザールブルグ・アカデミー卒業記念アルバム 〜飛翔〜（デジキューブ） ISBN 4-88787-008-6
- ザールブルグの錬金術士 公式ビジュアルファンブック（メディアワークス） ISBN 4-8402-1837-4
- ガスト・イラストレーションズ（ビレッジセンター出版局） ISBN 4-89436-144-2
- ユーディーのアトリエ&アトリエシリーズ ビジュアルファンブック（エンターブレイン） ISBN 4-7577-1442-4

## ラジオ
- 池澤春菜のみんなで、た〜る♥ 〜ラジオ・マリーのアトリエ〜（1997年10月-1998年3月） - マリー役の池澤春菜をパーソナリティーにTBSラジオで放送。
- 美樹&つむぎのエリーのアトリエ - エリー役の長沢美樹と妖精さん役の大沢つむぎをパーソナリティーにオールナイトニッポンRの一コーナーとして放送。
- リリーのアトリエ☆うにぷにネット - イルマ役の中原麻衣とテオ役の下野紘をパーソナリティーにファミ通.comで配信されたネットラジオ。

## ゲスト出演
アルトネリコ 世界の終わりで詩い続ける少女
本作のセルフパロディとして、同作の登場人物であるオリカがマリーを、ミシャがエリーを演じる劇中劇がある。同シーンでは他にもザールブルグシリーズの登場人物たちが客演する。
クロスエッジ
クロスオーバー作品。ゲストキャラクターの一人としてマリーが登場する。